# Tattiche della fanteria romana
Per tattiche della fanteria romana si intendono non solo un'analisi storica della sua evoluzione, ma anche quali manovre la fanteria mise in atto, dall'inizio della sua fase regia, poi repubblicana ed imperiale, fino alla caduta dell'Impero romano d'Occidente. Ciò risulta tanto più interessante se confrontato con le diverse tipologie di nemico, che l'esercito romano incontrò nei diversi secoli della sua esistenza.

## Evoluzione della tattica romana nei secoli
La tattica mutò notevolmente nei dodici secoli di storia romana, che qui sotto ci apprestiamo ad analizzare. Basta ricordare che Roma nell'VIII secolo a.C. era uno dei tanti e piccoli villaggi che popolavano il Latium vetus e sotto Augusto occupava ormai tutti i territori intorno al bacino del Mediterraneo. È evidente che la struttura militare del suo esercito e la conseguente tattica, mutarono insieme alle conquiste che via via ne ampliarono i territori inglobati, influenzata dalle tendenze politiche, sociali ed economiche di cui la città si arricchiva, ed ai popoli che a Roma "regalavano" di volta in volta le loro conoscenze belliche.
Roma fu molto abile nell'assorbire il meglio delle differenti tattiche, degli armamenti e dell'organizzazione militare, dei suoi nemici, con i quali si scontrò nei secoli (dall'VIII secolo a.C. al V secolo d.C.). Essa si adattò in modo estremamente flessibile e rapido, grazie al forte senso di disciplina che la società romana imponeva al proprio miles ed alla ferrea volontà di cercare di perseguire ad ogni costo la vittoria completa, a volte senza mediazioni o senza farsi grossi scrupoli.

## Primo periodo regio (VIII-VI secolo a.C.): duello individuale

### Combattimento

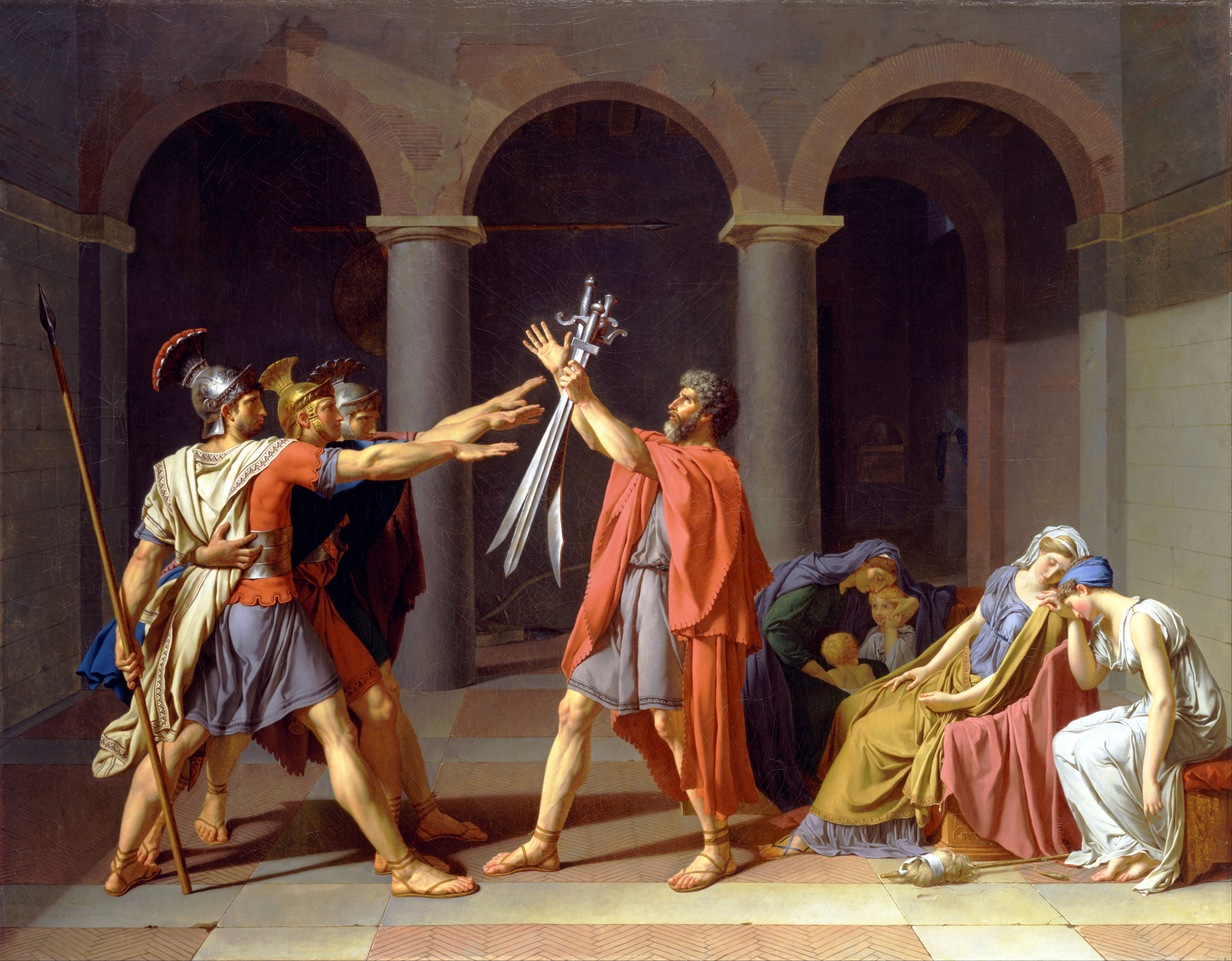
Il giuramento degli Orazi (1784-1785) in un dipinto di Jacques-Louis David, Museo del Louvre.

Le tecniche di questo periodo erano molto simili a quelle di altri popoli italici, in particolare ai Latini, di cui Roma faceva parte, e non dovevano essere di sicuro migliori di quelle utilizzate nella vicina Magna Grecia. Al contrario, si trattava di un combattimento semplice ma violento, non particolarmente ordinato, tra poche centinaia di uomini dei vicini villaggi, che poteva durare anche pochi minuti, difficilmente alcune ore. Vi era poi la consuetudine di lanciare un potente grido di guerra per intimorire l'avversario, prima dello scontro, come del resto in tutto il mondo antico. A ciò si aggiunge il fatto che spesso, sempre per scoraggiare il nemico, venivano battute le aste o le spade contro gli scudi generando un grande fragore.
Ora sulla base dei recenti ritrovamenti archeologici si è potuto notare che il primo esercito romano, quello di epoca romulea, era costituito da fanti che avevano preso il modo di combattere e l'armamento dalla civiltà villanoviana della vicina Etruria. I guerrieri combattevano prevalentemente a piedi con lance, giavellotti, spade (con lame normalmente in bronzo, ed in rari casi in ferro, della lunghezza variabile tra i 33 ed i 56 cm), pugnali (con lame di lunghezza compresa tra i 25 ed i 41 cm) ed asce, mentre solo i più ricchi potevano permettersi un'armatura composta da elmo e corazza, gli altri una piccola protezione rettangolare sul petto, davanti al cuore, delle dimensioni di circa 15 x 22 cm. Gli scudi avevano dimensioni variabili (comprese tra i 50 ed i 97 cm) e di forma prevalentemente rotonda (i cosiddetti clipeus, abbandonati secondo Tito Livio attorno alla fine del V secolo a.C.) atti ad una miglior maneggevolezza. Plutarco racconta, inoltre, che una volta uniti tra loro, Romani e Sabini, Romolo introdusse gli scudi di tipo sabino, abbandonando il precedente di tipo argivo e modificando le precedenti armature.
Il combattimento, in verità, prevedeva, sulla base delle tradizioni omeriche, una serie di duelli tra i "campioni" dei rispettivi schieramenti, in genere tra i guerrieri più nobili, dotati di maggior coraggio e abilità (vedi ad esempio l'episodio tramandatoci degli Orazi e Curiazi), equipaggiati con il miglior armamento. I patrizi ed i loro clienti più ricchi, combattevano in prima linea, i soli a potersi permettere armature, scudi, spade, elmi di qualità, oltre ad una cavalcatura (da cui smontavano, prima dello scontro). I più indigenti, non potendo permettersi a protezione del proprio corpo nessuna armatura completa (a volte solo una piastra di cuoio o bronzo, davanti al proprio petto), ma solo scudi in legno, venivano schierati nelle file più arretrate. I più poveri, dotati di sole armi da lancio, come giavellotti e fionde, o anche rudimentali scuri, erano invece utilizzati all'inizio dello scontro, per provocare e disturbare il nemico schierato con continui e fastidiosi lanci di proiettili da lontano, oppure all'inseguimento del nemico in fuga, dopo uno scontro vittorioso.
L'esercito di Romolo, descritto da Tito Livio, potrebbe essere stato, quindi, un'anticipazione di quello di epoca successiva di Servio Tullio. Secondo Livio, infatti, sarebbe stato Romolo a creare, sull'esempio della falange greca, la legione romana, formata da 3.000 fanti e 300 cavalieri. La legione si disponeva su tre file, con la cavalleria ai lati. Ogni fila di 1.000 armati era comandata da un tribunus militum, mentre gli squadroni di cavalleria erano alle dipendenze dei tribuni celerum.

## Riforma di Servio Tullio (580 a.C. circa): la falange oplitica

### Ordine di marcia
Tito Livio racconta di una forma particolare di ordine di marcia dell'esercito romano in territorio nemico: si trattava del cosiddetto agmen quadratum, dove in testa ed in coda c'erano le due legioni consolari, ai lati le ali dei socii, al centro i bagagli di tutte le quattro unità menzionate (ovvero gli impedimenta delle legio I e II oltre a quelli delle due ali). Tale ordine di marcia fu utilizzato fin dall'inizio della Repubblica, menzionato anche durante le guerre sannitiche, la guerra annibalica, la guerra giugurtina, e la battaglia di Carre.

### Schieramento e combattimento

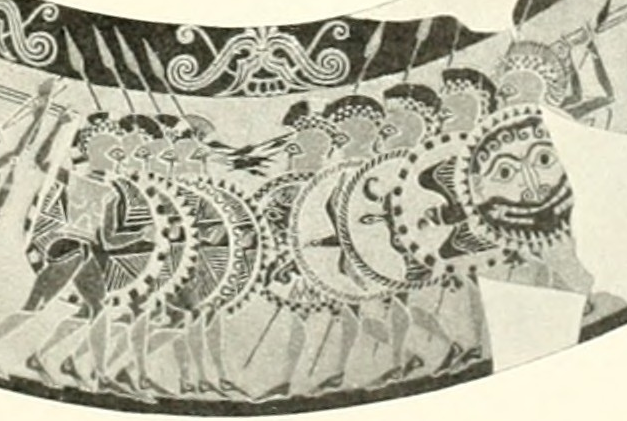
Dettaglio del vaso Chigi, con scontro tra fanterie oplitiche del 650-640 a.C. (Museo nazionale etrusco di Villa Giulia, Roma)

Con l'occupazione di Roma da parte degli Etruschi e la successiva riforma di Servio Tullio, il nuovo esercito, di stampo quindi etrusco-greco, fu reclutato tra i cittadini romani secondo il loro ceto sociale: di conseguenza, composizione, equipaggiamento e aspetto delle singole file, potevano variare molto tra le cinque differenti "classi" sociali. Le formazioni armate comprendevano sia corpi di opliti (fanteria pesante), sia di truppe leggere (velites) e di cavalleria.
(Ateneo di Naucrati, I Deipnosofisti o I dotti a banchetto ovvero I filosofi esperti dei misteri della culinaria, VI, 106.)
Gli opliti della prima fila formavano un "muro di enormi scudi rotondi" parzialmente sovrapposti, in modo che il loro fianco destro venisse protetto dallo scudo del vicino commilitone. Sostenevano un addestramento costante ed il maggior peso del combattimento, che effettuavano in modo estremamente compatto, armati di lancia e spada, difesi da scudo, elmo e corazza (o comunque con una protezione pettorale).
(Tito Livio, Ab Urbe condita libri, VIII, 38.)
I comandanti romani erano spesso in prima linea, per dare dimostrazione del proprio coraggio ed impeto ai propri soldati, ai fini del buon esito della battaglia. Ciò portava, però ed inevitabilmente, ad una loro alta mortalità a causa dell'elevato rischio a cui erano esposti. Tito Livio racconta che lo stesso Tarquinio il Superbo, nel tentativo di riottenere il potere a Roma, mosse guerra contro il dittatore romano Aulo Postumio Albo Regillense, dopo essersi portato nelle prime fila del suo schieramento:
(Tito Livio, Ab Urbe condita libri, II, 19.)
L'obiettivo rimaneva quello di far cedere lo schieramento opposto, cercando di incunearsi dovunque l'avversario si trovasse in maggiori difficoltà, e spezzare così le file nemiche. La spinta avveniva anche grazie alla pressione delle formazioni più arretrate che si accalcavano, premendo con grande impeto e sospingendo la propria prima fila contro il "muro" umano nemico. Sembrava di assistere ad una gara di forza, dove dopo alcuni ondeggiamenti iniziali di due "muri umani" ormai a stretto contatto, una delle due parti subiva l'inevitabile sfondamento e successivo travolgimento, fino alla sconfitta finale. Da qui l'importanza che i comandanti delle retroguardie assumevano per dirigere la spinta da tergo.
(Tito Livio, Ab Urbe condita libri, VIII, 38.)

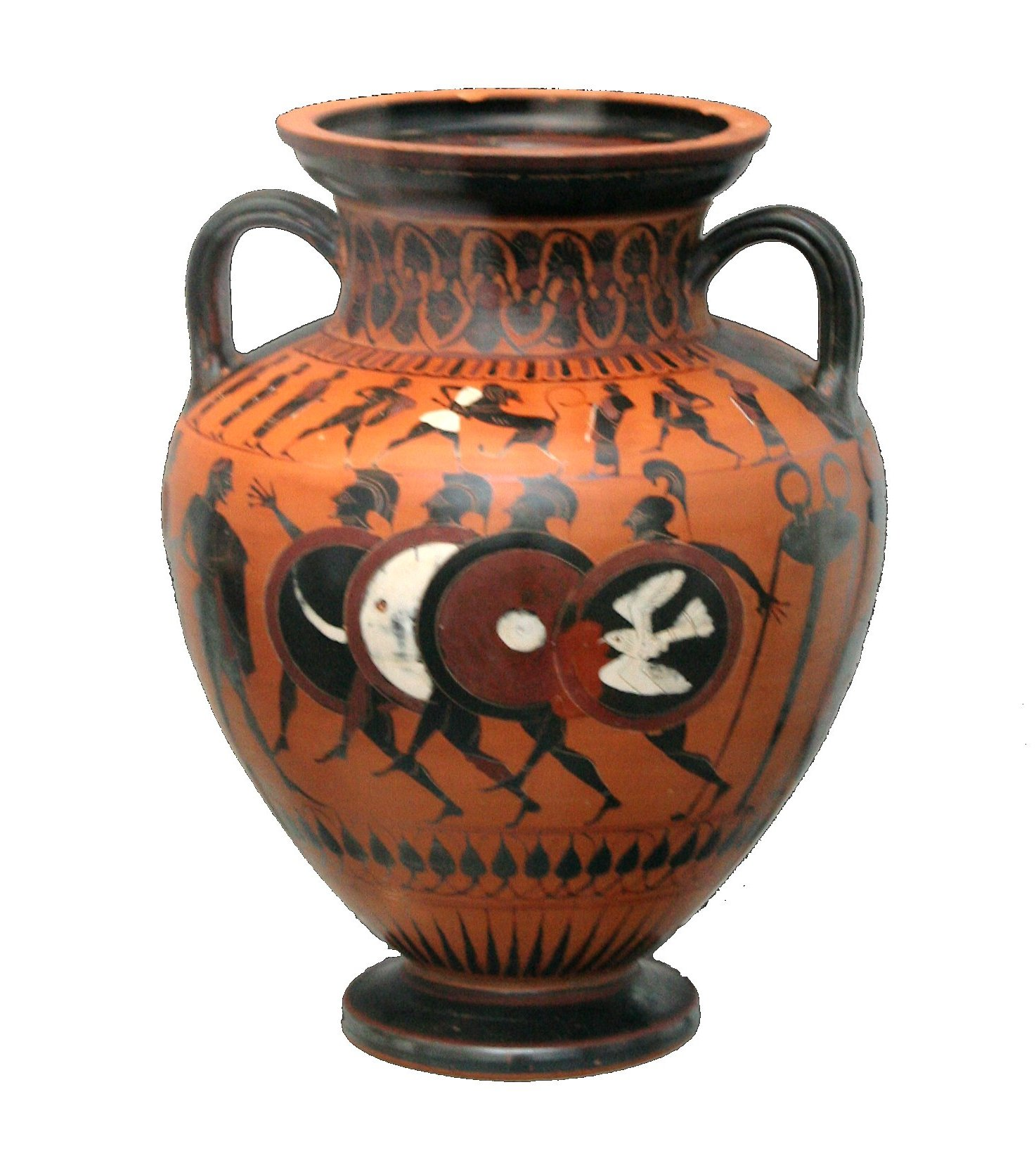
Disegno su vaso di una falange oplitica proveniente da una tomba di Vulci (Etruria meridionale), databile al 550 a.C., al tempo della riforma di Servio Tullio.

L'avanzamento del singolo combattente, dotato di maggior ardore combattivo o forza fisica, era ritenuto assai inutile nella ferrea disciplina romana, ma soprattutto pericoloso per lo schieramento falangitico, che poteva portare alla rottura dello schieramento in piena battaglia, con conseguenze disastrose. La fuoriuscita dalle linee del proprio schieramento, era pertanto considerata una colpa assai grave, non un atto eroico, e quindi punita anche con la morte. Nel 340 a.C. il console Tito Manlio Torquato punì il proprio figlio con la decapitazione, per aver disobbedito agli ordini, spingendosi con grande furore combattivo oltre le file romane e mettendo a rischio l'integrità del proprio schieramento, come ci racconta Livio:
(Tito Livio, Ab Urbe condita libri, VIII, 7.)
Considerato la loro esiguità numerica, si può pensare che combattessero affiancati da guerrieri con gli stessi compiti, ma con armamento e protezioni minori. Lo scudo di grandi dimensioni dava la maggior protezione al corpo: poteva essere rotondo in bronzo con due maniglie (di tipo argivo) oppure rettangolare con bordi arrotondati e rinforzo verticale centrale (a modello celtico o italico). L'elmo di bronzo poteva avere o meno la cresta ed era inizialmente di tipo villanoviano, con la famosa cresta metallica, o di tipo Negau a morione; successivamente si usarono elmi a campana e, a seguito dei contatti con le città greche, di tipo calcidese (con paraguance e paranuca e le orecchie scoperte), corinzio (a copertura quasi totale, con paranaso ed una sola fessura centrale per gli occhi e parte della bocca) ed etrusco-corinzio (senza paranaso e con apertura leggermente più aperta. La protezione alle gambe era possibile dotandosi di schinieri di bronzo, e quindi era disponibile solo per gli opliti armati più pesantemente.
Le truppe leggere comprendevano fanti leggeri e tiratori e dovevano provocare il nemico, disturbarlo e disorganizzarlo prima dell'urto degli opliti. I fanti leggeri erano armati di giavellotti, difesi da uno scudo rotondo, indossavano un elmo ma non usavano corazza né piastre pettorali. I tiratori potevano essere arcieri o frombolieri e portavano al fianco una piccola spada, pugnale o coltello per la difesa personale, ma non avevano alcuna protezione. Vanno anche ricordati gli ascieri, che operavano insieme agli opliti con il compito di tagliare le lance della formazione avversaria: essi usavano inizialmente un'ascia ad una mano nel periodo villanoviano, per poi passare a quelle a due mani ad un taglio o bipenni. La loro protezione era affidata ad un elmo e a qualche forma di protezione pettorale, piastre o corazze.
La cavalleria si basava sulla mobilità e aveva compiti di avanguardia ed esplorazione, di scorta, nonché per azioni di disturbo o di inseguimento al termine della battaglia, o infine per spostarsi rapidamente sul campo di battaglia e prestare soccorso a reparti di fanteria in difficoltà. I cavalieri usavano briglie e morsi, ma le staffe e la sella erano sconosciuti: non è quindi ipotizzabile una cavalleria "da urto". Quei cavalieri che, nelle stele funerarie appaiono armati di lancia e spada, protetti da un elmo, magari con scudo e piastra pettorale, erano molto probabilmente una sorta di fanteria oplitica mobile.

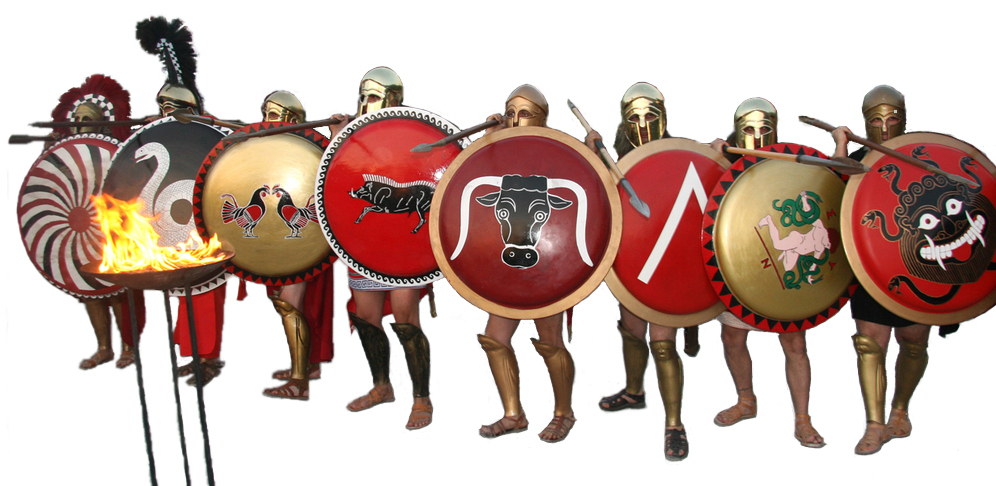
Ricostruzione di una falange oplitica dell'epoca della Roma di Servio Tullio.

#### La "formazione a testuggine"

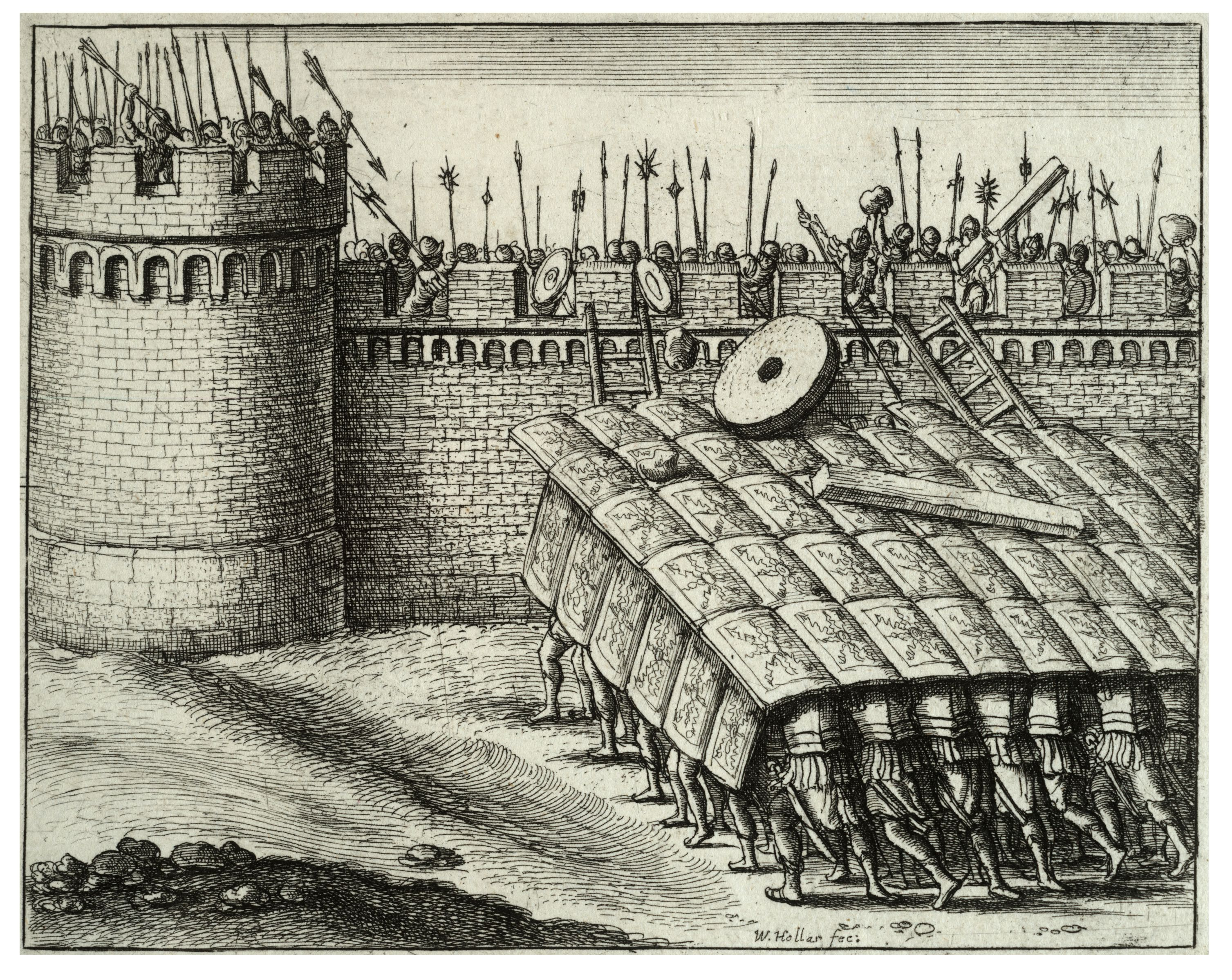
Ricostruzione della formazione a testuggine nel corso di un assedio.

Un primo esempio di formazione "a testuggine" (testudo) utilizzato dalla fanteria romana, fu menzionato da Tito Livio nel corso dell'assedio di Veio e di quello di Roma degli inizi del IV secolo. In questa situazione i soldati romani serravano le file e si avvicinavano tra loro, quasi fossero delle tegole di un tetto che ripara dalla "pioggia di dardi e frecce", sovrapponendo gli scudi, tenendoli di fronte a loro ed alzati sulle loro teste. Sembrava di vedere un carro armato vivente, che avanzava sotto i colpi degli arcieri nemici, limitando al minimo le perdite. Ovviamente la testuggine era una formazione lenta, che era spesso utilizzata negli assedi, per avvicinarsi alle mura avversarie, oppure in battaglia in campo aperto, quando si era circondati da ogni lato, come accadde nella campagna partica di Marco Antonio.
Questo tipo di formazione era usato soprattutto in fase di assedio alle mura di una fortezza nemica. Viene ricordata ancora da Livio durante le guerre sannitiche o da Gaio Sallustio Crispo durante la guerra giugurtina. E perché fosse efficace, necessitava di grande affiatamento di reparto, coordinazione nei movimenti ed esercitazioni specifiche.

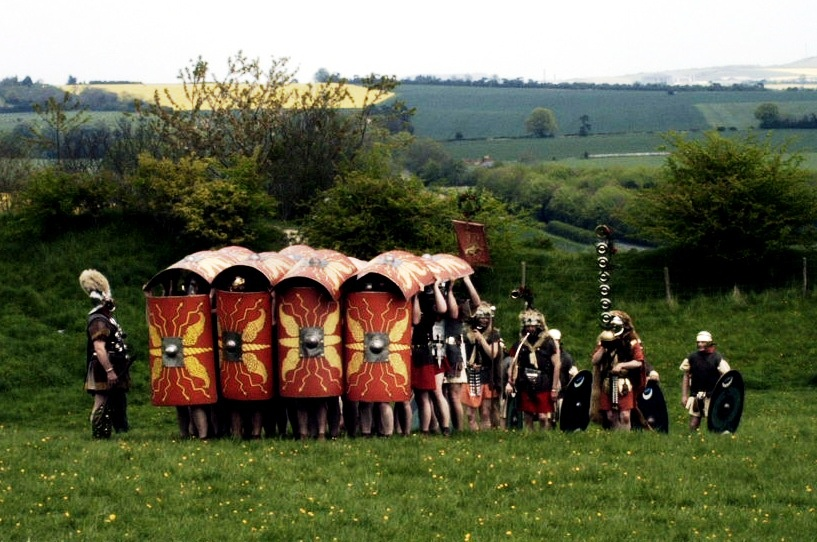
Ricostruzione della formazione a testuggine.

Spesso però tale formazione fu impiegata in Oriente, di fronte alla terribile cavalleria dei catafratti partici o degli arcieri orientali, come accadde durante le campagne di Marco Antonio:
(Cassio Dione Cocceiano, Storie, XLIX, 30.)

### Prime tecniche d'assedio romano
Appartengono a questo periodo i primi assedi subiti dalla città di Roma ad opera degli Etruschi di Porsenna e dei Galli di Brenno, da cui i Romani evidentemente appresero nuove tecniche per occupare le vicine città etrusche e latine. Risalirebbe, infatti, al 396 a.C. il primo importante assedio ad opera dei Romani tramandatoci dagli antichi scrittori latini: la caduta di Veio, dove si racconta che Camillo si diresse su Veio, fece costruire alcuni fortini ed una galleria che doveva arrivare fino alla rocca, passando sotto le mura nemiche. Gli scavatori furono divisi in sei squadre che si avvicendavano ogni sei ore. Dopo giorni e giorni in cui gli assalti romani erano stati sospesi, con sommo stupore degli etruschi, il re di Veio stava celebrando un sacrificio nel tempio di Giunone quando gli assaltatori romani, che avevano quasi terminato lo scavo e attendevano di abbattere l'ultimo diaframma, udirono il presagio dell'aruspice etrusco: la vittoria sarebbe andata a chi avesse tagliato le viscere di quella vittima. I soldati romani uscirono dal cunicolo, iniziarono l'attacco e prese le viscere le portarono al loro dittatore. Nello stesso tempo fu sferrato l'attacco generale di tutte le forze romane contro i difensori delle mura. Così, mentre tutti accorrevano sui bastioni,
(Tito Livio, Ab Urbe condita libri, V, 21., Newton Compton, Roma, trad.: G.D. Mazzocato)
In una pausa dei combattimenti Camillo ordinò, per mezzo di banditori, di risparmiare chi non portava armi. Il massacro si arrestò e si scatenò il saccheggio.

### Confronto tattico con formazioni nemiche del periodo

#### I Celti: dal sacco di Roma del IV secolo a.C. a Cesare

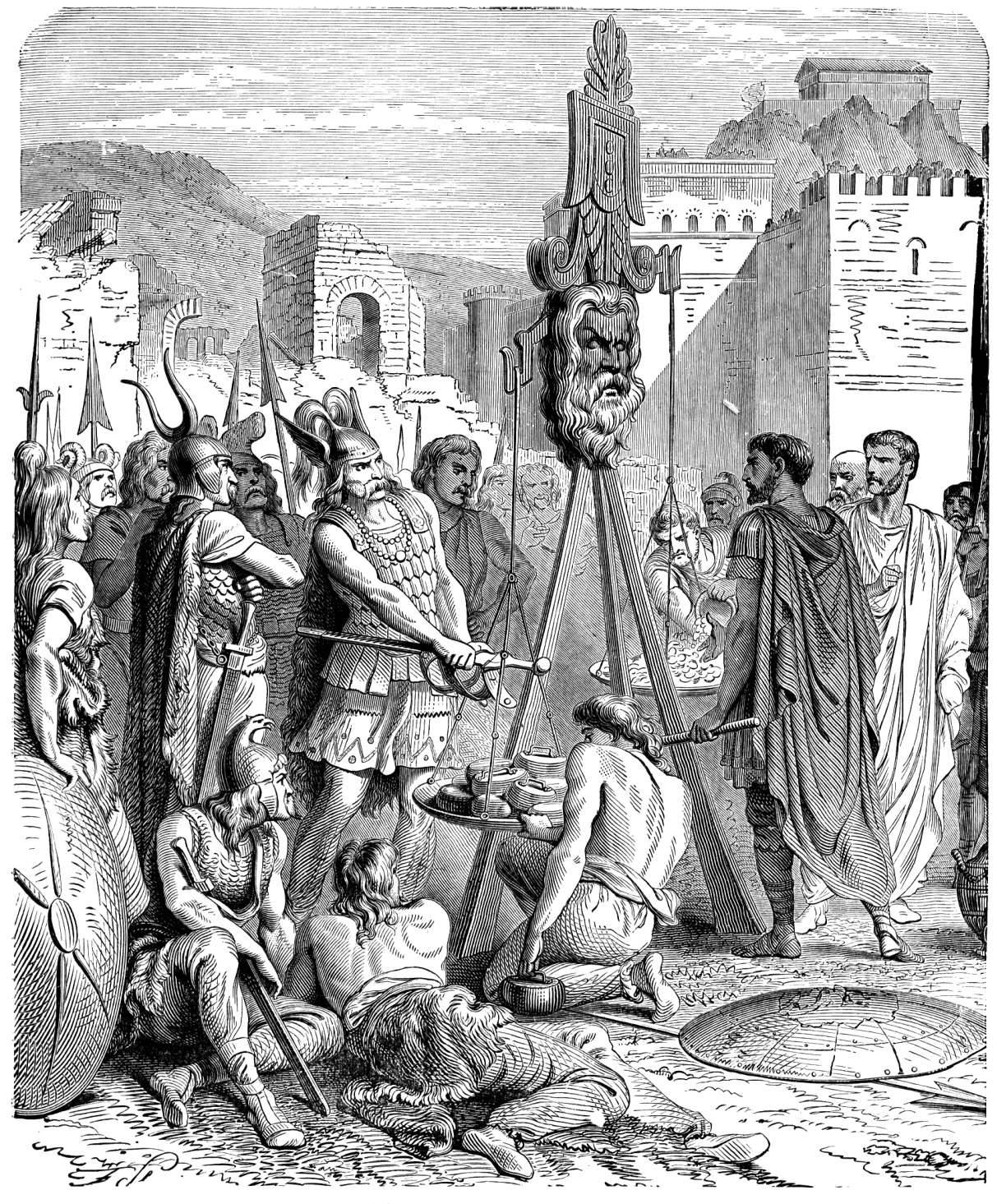
Brenno, capo dei Galli, e Marco Furio Camillo, dopo il sacco di Roma.

Roma, al principio del IV secolo a.C., aveva appena sperimentato un decisivo salto di qualità della sua storia, sia per l'importante acquisizione territoriale sia per l'esibizione di un'accresciuta disciplina e organizzazione militare, uscendo vittoriosa nel 396 a.C. dalle guerre con Veio. La caduta di Veio aveva comportato un riequilibrio degli assetti politici delle altre capitali etrusche e delle loro tradizionali tensioni interne: l'ostilità verso Veio era malamente adombrata dalla neutralità manifestata dalle altre città della dodecapoli etrusca gravitante intorno al Fanum Voltumnae: in almeno un caso, questa ostilità era apertamente sfociata nell'aperta alleanza offerta a Roma da Caere (Cerveteri). Un altro effetto fu l'accresciuta consapevolezza delle potenzialità, anche militari, della res publica. A minare questo clima di fiducia e a mettere in allarme Roma fu una tribù particolarmente bellicosa: i Senoni, invasero la provincia etrusca di Siena dal nord e attaccarono la città di Clusium, non molto distante dalla sfera d'influenza di Roma. Gli abitanti di Chiusi, sopraffatti dalla forza dei nemici, superiori in numero e per ferocia, chiesero aiuto a Roma, che rispose all'appello. Così, quasi senza volerlo, i Romani non solo si ritrovarono in rotta di collisione con i Senoni, ma ne divennero il principale obiettivo.
I Romani li fronteggiarono in una battaglia campale presso il fiume Allia variamente collocata tra il 390 e il 386 a.C. I Galli, guidati dal condottiero Brenno, sconfissero un'armata romana di circa 15.000 soldati e incalzarono i fuggitivi fin dentro la stessa città, che fu costretta a subire una parziale occupazione e un umiliante sacco, prima che gli occupanti fossero scacciati o, secondo altre fonti, convinti ad andarsene dietro pagamento di un riscatto.
In seguito a questi eventi i Romani potrebbero aver adottato un nuovo tipo di elmo (chiamato di Montefortino, dal nome di una necropoli vicino ad Ancona, che venne utilizzato fino al I secolo a.C. dall'esercito romano,), uno scudo protetto da bordi in ferro ed un giavellotto (pilum) tale, da conficcarsi e piegarsi negli scudi avversari, rendendoli inutilizzabili per il prosieguo della battaglia. Plutarco racconta, infatti, che 13 anni dopo la battaglia del fiume Allia, in un successivo scontro con i Galli (databile al 377-374 a.C.), i Romani riuscirono a battere le armate celtiche, e ne fermarono una nuova invasione:
(Plutarco, Vita di Camillo, 41, 3-6.)

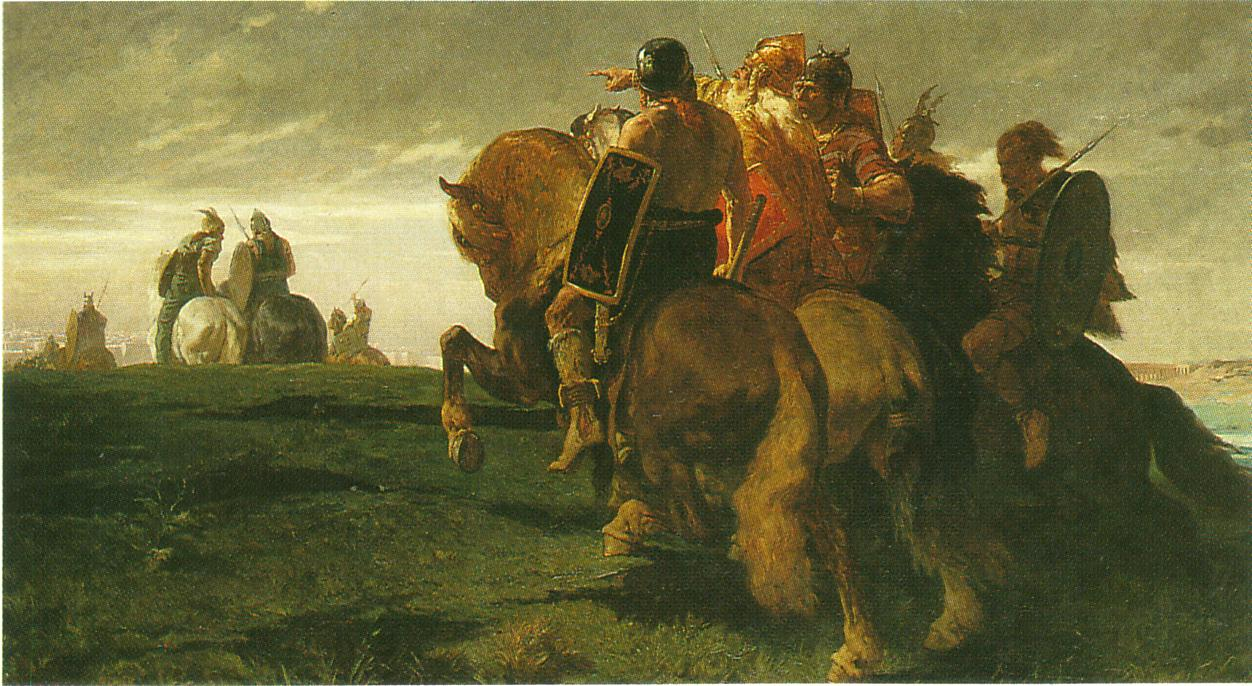
L'avvicinamento dei Galli a Roma, da un dipinto di Évariste-Vital Luminais.

Oltre 150 anni più tardi (nel 225 a.C.), ancora i Celti furono affrontati e vinti dai Romani. Questo il racconto di Polibio:
(Polibio, Storie, II, 28-29.)
E ancora Livio e Cesare, riferendosi ai Celti, raccontano che, durante la battaglia di Sentino del 295 a.C. e la conquista della Gallia del 58-50 a.C., essi conoscevano già la tecnica-tattica della testuggine, da cui forse i Romani l'avrebbero appresa:
(Cesare, De bello Gallico II.6.1-3.)

## Medio periodo repubblicano (350 a.C. circa): il manipolo

### Ordine di marcia
È Polibio ad informarci dell'ordine di marcia "base" di un esercito romano consolare, formato quindi da due legioni romane e due di alleati (socii).
In testa alla "colonna" (agmen pilatum) si trovava un'avanguardia di soldati scelti tra le truppe alleate (socii delecti), poi seguiva l'ala dextra sociorum, a seguire i bagagli alleati (impedimenta sociorum alae dextrae), la legio I consolare, i bagagli legionari (impedimenta legionis I), la legio II consolare, i bagagli legionari (impedimenta legionis II), a seguire i bagagli alleati (impedimenta sociorum alae sinistrae) e a chiudere l'ala sinistra sociorum.

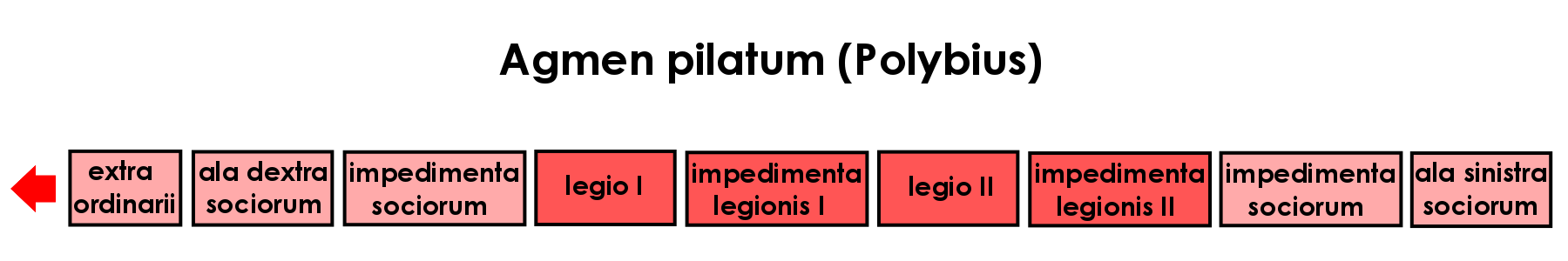
Ordine di marcia di un esercito consolare descritto da Polibio, detto Agmen pilatum

Quando vi era poi il timore di qualche attacco alla retroguardia, l'ordine rimaneva invariato ad eccezione dei soli alleati extraordinarii, i quali erano posti in coda alla colonna. Le due legioni e le due ali marciano, inoltre, alternativamente un giorno in testa e un giorno in coda alla colonna, in modo che tutti potessero, a turno, usufruire di acqua pura e campi di foraggio ancora integri.
Sempre Polibio, poi Floro ed ancora Gaio Giulio Cesare, ci informano di un ordine di marcia particolare dell'esercito romano, databile per il primo alla guerra annibalica e per il secondo alle guerre cimbriche, per il terzo alla conquista della Gallia e chiamato agmen tripartitum o acie triplici instituita. Questo ordine prevedeva tre differenti "colonne" o "linee", ciascuna costituita rispettivamente da manipoli di hastati (1º colonna, la più esposta ad eventuali attacchi nemici), principes (2º colonna) e triarii (3º colonna), intervallati con i rispettivi bagagli (impedimenta). In caso di necessità i bagagli sfilavano sul retro della terza colonna di triarii, mentre l'esercito romano si trovava già schierato in modo adeguato (triplex agmen).

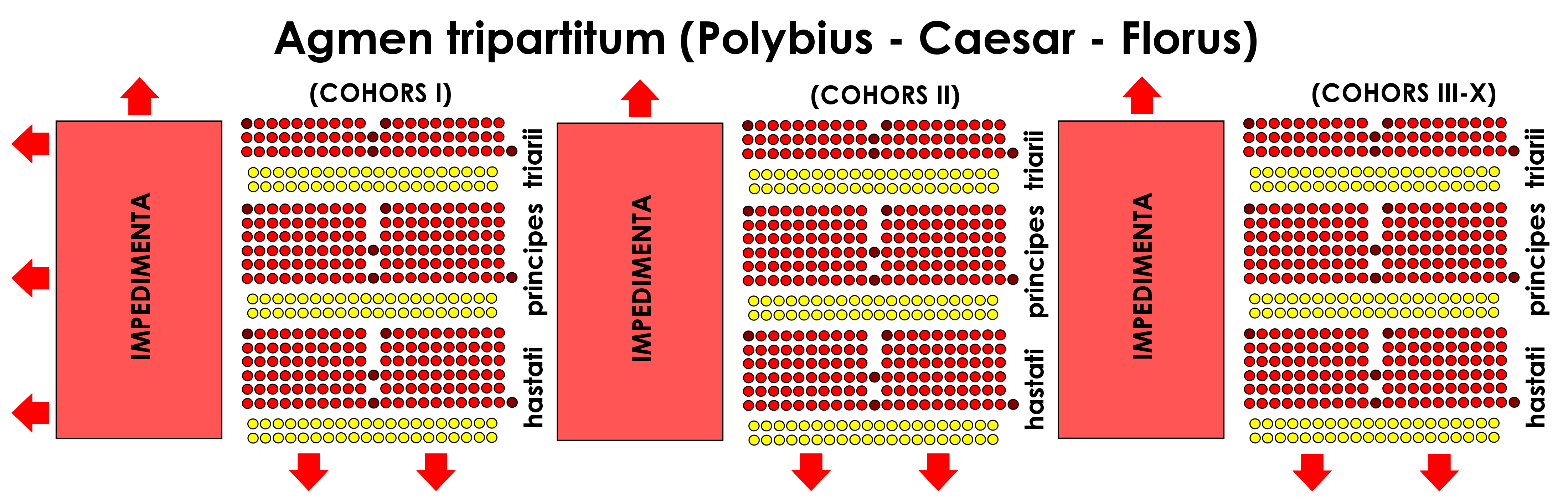
Ordine di marcia di una legione, detto Agmen tripartitum

(Polibio, Storie, VI, 40.11-14.)

### Primi accampamenti da marcia

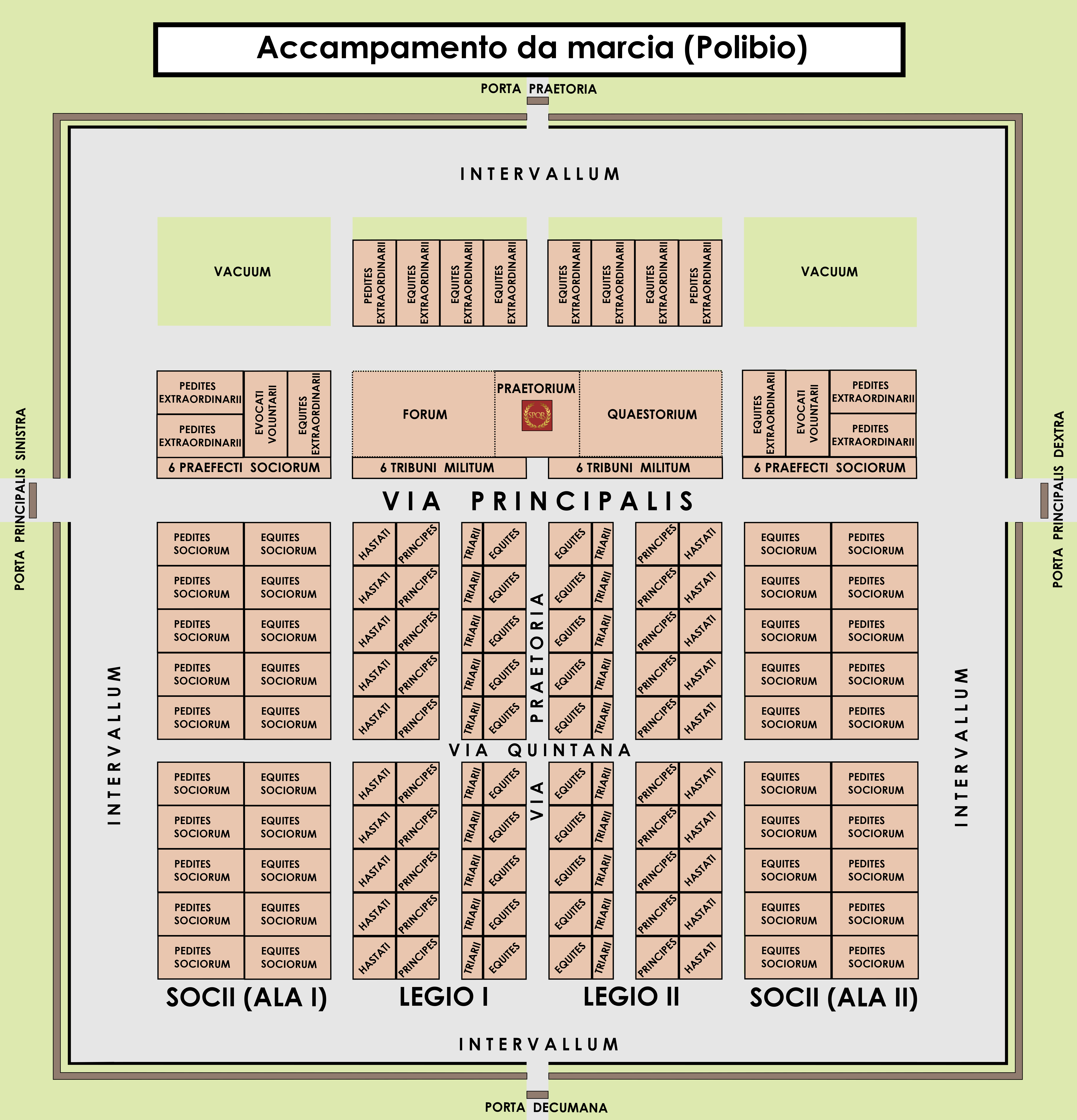
Schema di un accampamento di marcia romano del II secolo a.C., descritto da Polibio.

Altra e fondamentale novità di questo periodo fu che il nuovo esercito, dovendo condurre campagne militari sempre più lontane dalla città di Roma, fu costretto a trovare delle soluzioni difensive adatte al pernottamento in territori spesso ostili. Ciò indusse i Romani a creare, sembra a partire dalle guerre pirriche, un primo esempio di accampamento militare da marcia fortificato, per proteggere le armate romane al suo interno.
(Sesto Giulio Frontino, Strategemata, IX, 1.14.)
Il primo castra romano da marcia o da campagne militare (castra aestiva), ce lo descrive lo storico Polibio.
Esso presentava una pianta rettangolare e una struttura interna adoperata anche nella pianificazione delle città: strade perpendicolari tra loro (chiamate cardo e decumano) che formavano un reticolato di quadrilateri.

### Schieramento base ed inizio del combattimento

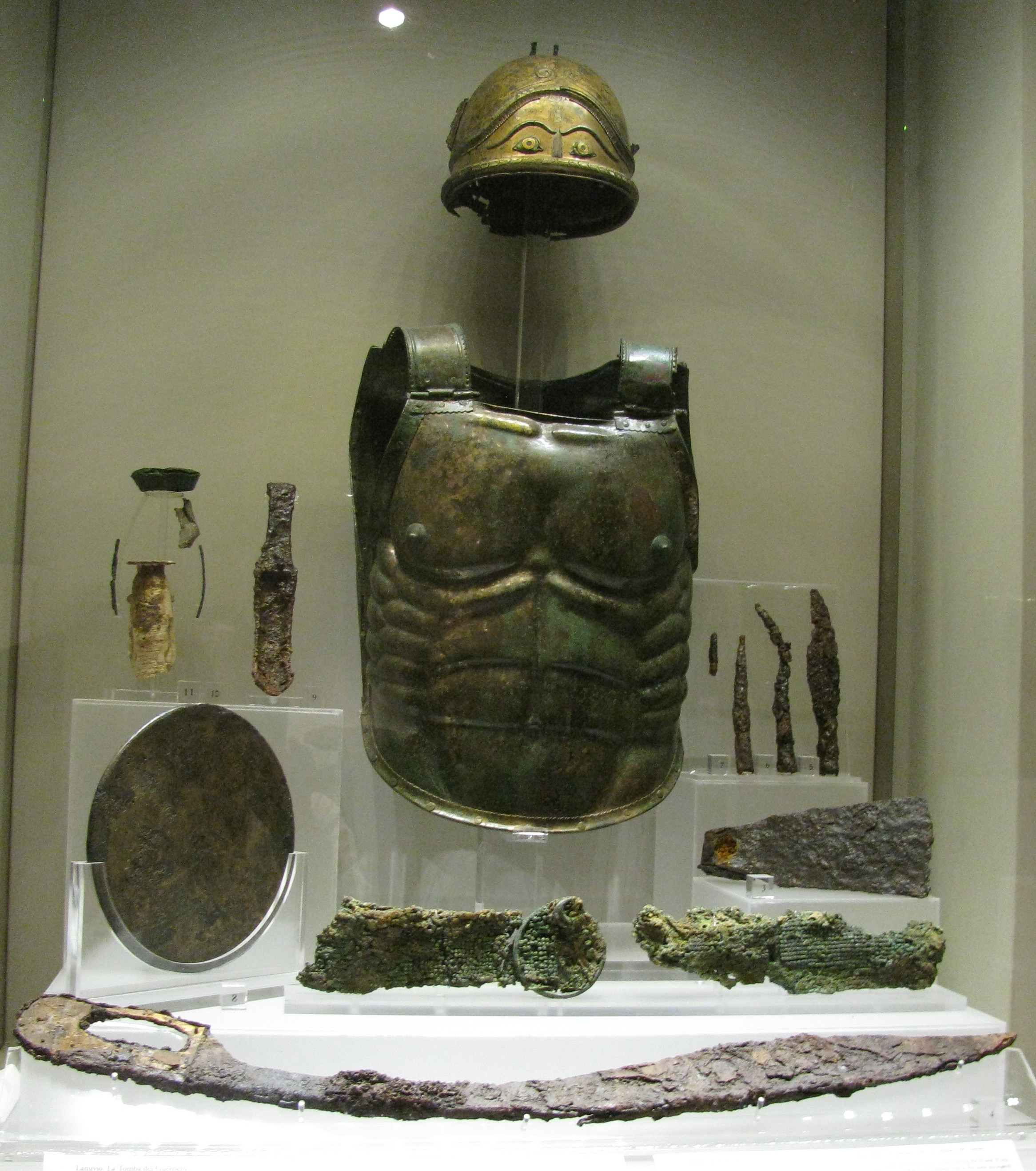
Panoplia del V secolo a.C. della latina Lanuvio, conservata presso il Museo nazionale romano delle Terme di Diocleziano a Roma.

Il vecchio schieramento falangitico presentava alcuni punti deboli, che con la nuova formazione manipolare i Romani cercarono di migliorare. La falange, infatti, richiedeva una notevole compattezza e terreni assai pianeggianti. Quando i Romani si trovarono, quindi, attorno alla metà del IV secolo a.C., a dover combattere contro i Sanniti nelle regioni montuose dell'Italia meridionale, furono costretti ad adottare non solo una nuova struttura (la legione fu divisa in 30 manipoli) e nuove armi (come il pilum e lo scutum ovale), ma anche una nuova tattica, certamente più elastica di quella adottata con la riforma di Servio Tullio.
La vera novità della formazione manipolare era che, non solo si dava maggior autonomia ai 30 sub-reparti (manipuli), ma che i soldati non erano più inquadrati secondo il loro censo, al contrario in base alla loro età, esperienza e capacità di combattimento. Solo i velites, che erano i cittadini meno abbienti, continuavano a svolgere il ruolo originario di fanteria leggera, davanti ai manipoli, ora formati da hastati-principes-triarii.
Lo schieramento base di questo medio periodo repubblicano era il cosiddetto acies triplex, ovvero la disposizione degli uomini su tre linee distinte. La prima linea era composta dagli hastati, la seconda dai principes e la terza dai triarii. La fanteria al centro era sempre coperta ai fianchi da unità di cavalleria, un'avanguardia di tiratori o schermagliatori che davano inizio alla battaglia scagliando dardi o giavellotti sul nemico per poi ritirarsi al sicuro. La cavalleria si assicurava che i lati rimanessero difesi, e grazie al rapido movimento tentavano di aggirare il nemico, mentre la prima linea romana lo impegnava, per colpire alle spalle.
Gli eserciti, come abbiamo visto sopra, erano schierati in base al loro livello di preparazione (ed in parte al loro censo): davanti a tutti c'erano i velites, armati alla leggera, erano dotati di fionde, giavellotti e piccolo scudo, ed avevano il compito di distrarre, innervosire il nemico con costanti lanci di dardi, coprendo inoltre le manovre della fanteria pesante romana alle loro spalle. Dopo aver compiuto sufficienti azioni di disturbo, ed aver dato tempo ai soldati meglio equipaggiati di loro, si ritiravano dal campo di battaglia, sfilando alle spalle degli hastati, dei principes e dei triarii, ultimi della formazione, i veri veterani.
(Livio, Ab Urbe condita libri, VIII, 8, 9-12.)
I Triarii, dopo aver accolto Hastati e Principes tra le loro file, serravano le file ed in un'unica ininterrotta schiera si gettavano sul nemico.

Schieramento in battaglia dell'esercito consolare polibiano nel III secolo a.C., con al centro le legioni e sui fianchi le Alae Sociorum (gli alleati italici) e la cavalleria legionaria e alleata.

### Assedio
Appartengono a questo periodo i primi importanti assedi ad opera dei Romani. Nel 250 a.C. l'assedio di Lilibeo comportò per la prima volta l'attuazione di tutte le tecniche d'assedio apprese durante le guerre pirriche degli anni 280-275 a.C., tra cui torri d'assedio, arieti e vinea. Vi è da aggiungere che un primo utilizzo di macchine da lancio da parte dell'esercito romano sembra sia stato introdotto dalla prima guerra punica, dove fu necessario affrontare i Cartaginesi in lunghi assedi di loro potenti città, difese da imponenti mura e dotate di una sofisticata artiglieria.

Archimede potrebbe aver usato i suoi specchi in modo collettivo per riflettere la luce del sole per bruciare le navi della flotta romana durante l'assedio di Siracusa.

Trentacinque anni più tardi, nel 214-212 a.C. i Romani dovettero affrontare uno dei più difficili assedi della loro storia: quello di Siracusa, ad opera del console Marco Claudio Marcello. I Romani, che avevano maturato un sufficiente bagaglio di esperienze negli assedi sia di mare che di terra, si scontrarono però con le tecniche innovative difensive adottate dal famoso matematico Archimede. Si racconta infatti che, quando:
(Plutarco, Vita di Marcello, 14.)
Ma Archimede preparò la difesa della città, lungo i 27 km di mura difensive, con nuovi mezzi d'artiglieria. Si trattava di baliste, catapulte e scorpioni, oltre ad altri mezzi come la manus ferrea e gli specchi ustori, con cui mise in seria difficoltà gli attacchi romani per mare e per terra. I romani dal canto loro continuarono i loro assalti dal mare con le quinqueremi e per terra dando l'assalto con ogni mezzo a loro disposizione (dalle torri d'assedio, agli arieti, alle vinae, fino alle sambuche).
(Polibio, Le Storie, VIII, 5.)
Marcello decise allora di mantenere l'assedio, provando a stritolare la città per fame. L'assedio si protrasse per ben 18 mesi, un tempo tanto lungo da far esplodere notevoli contrasti in Siracusa tra il popolo, tanto che la parte filoromana architettò il tradimento, permettendo ai Romani di fare irruzione in piena notte, quando furono aperti i cancelli della zona nord della città. Siracusa cadde e fu saccheggiata, non però la vicina isola di Ortigia, ben protetta da altre mura, che resistette ancora per poco. In quell'occasione trovò la morte anche il grande scienziato siracusano Archimede, che fu ucciso per errore da un soldato.
Altri e memorabili assedi del periodo furono quello degli anni 212-211 a.C., nel corso della seconda guerra punica, quando Annibale, se riuscì una prima volta a rompere l'assedio alla città di Capua (nel 212 a.C.), la seconda volta i Romani mantennero saldo le loro posizioni in Campania. E seppure Annibale avesse minacciato di assediare la stessa Roma:
(Frontino, Strategemata, III, 18, 3.)
E così Annibale, constatato che le difese di Roma erano assai forti e gli assedianti romani di Capua non "rompevano l'assedio", abbandonò la città campana, che cadde poco dopo in mano romana.
Nel 209 a.C., nel mezzo della seconda guerra punica, Publio Cornelio Scipione riuscì ad espugnare la città ibero-cartaginese di Cartagena (poi ribattezzata Nova Carthago), dove al suo interno fu trovato un arsenale di macchine da lancio pari a 120 catapulte grandi, 281 piccole, 23 baliste grandi e 52 piccole, oltre ad un notevole numero di scorpioni.
Ultimi e sempre più "raffinati" assedi messi in atto dai romani nel periodo in questione, furono quello del 146 a.C., durante la terza guerra punica, a Cartagine, dove Appiano di Alessandria ci racconta che i Romani di Publio Cornelio Scipione Emiliano, catturarono più di 2.000 macchine da lancio (tra catapulte, baliste e scorpioni) nella sola capitale cartaginese. Ed infine quello degli anni 134-133 a.C., di Numanzia, quando il console Publio Cornelio Scipione Emiliano, eroe della terza guerra punica, dopo aver saccheggiato il paese dei Vaccei, cinse d'assedio la città. L'armata comandata da Scipione era integrata da un nutrito contingente di cavalleria numidica, fornita dall'alleato Micipsa, al cui comando si trovava il giovane nipote del re, Giugurta. Per prima cosa, Scipione si adoperò per rincuorare e riorganizzare l'esercito scoraggiato dall'ostinata ed efficace resistenza della città ribelle; poi, nella certezza che la cittadella poteva essere presa solo per fame, fece costruire una circonvallazione (un muro di 10 chilometri tutto intorno) atta a isolare Numanzia e a privarla di qualsiasi aiuto esterno. Il console si adoperò poi a scoraggiare gli Iberi dal portare aiuto alla città ribelle, presentandosi con l'esercito alle porte della città di Lutia e obbligandola alla sottomissione e alla consegna di ostaggi. Dopo quasi un anno di assedio, i Numantini, ormai ridotti alla fame, cercarono un abboccamento con Scipione, ma, saputo che questi non avrebbe accettato altro che una resa incondizionata, i pochi uomini in condizione di combattere preferirono gettarsi in un ultimo, disperato assalto contro le fortificazioni romane. Il fallimento della sortita spinse i superstiti, secondo la leggenda, a bruciare la città e a gettarsi fra le fiamme. I resti dell'oppidum furono rasi al suolo come Cartagine pochi anni prima.

### Confronto tattico con formazioni nemiche del periodo

#### Sanniti (schieramento "flessibile-manipolare")

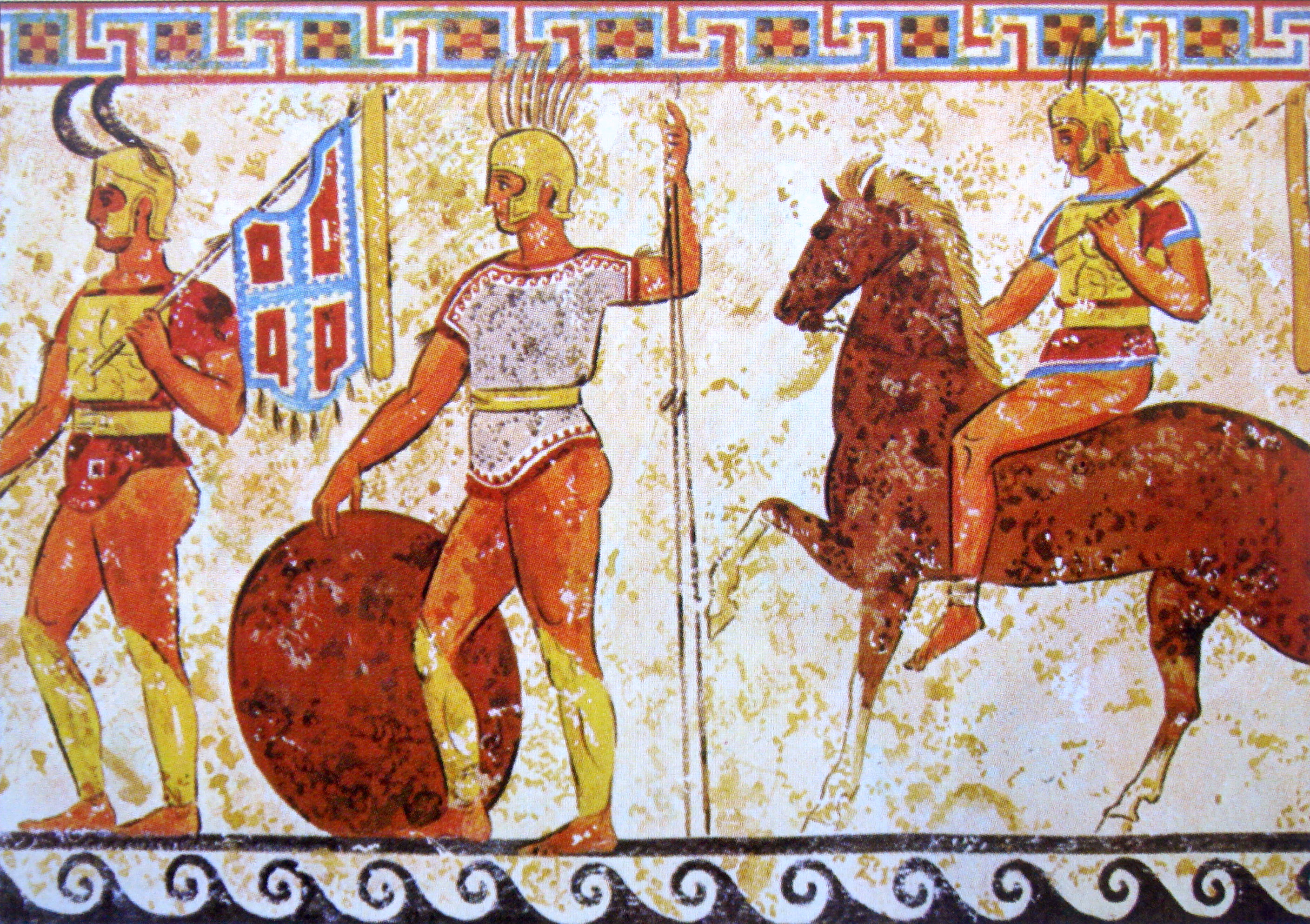
Pittura di guerrieri sanniti da una tomba di Nola del IV secolo a.C.

È certo che ai tempi della terza guerra sannitica, se non prima, i Sanniti avevano pienamente sviluppato e organizzato i loro eserciti tribali, che non dovevano essere molto diversi dall'esercito romano, tanto che Livio non esitava a parlare di “legioni” sannite. Un esercito sannita era organizzato in coorti – secondo Livio composte da 400 uomini – e combatteva in manipoli. La cavalleria sannita, inoltre, godeva di ottima fama.
I successi iniziali dei Sanniti contro i Romani sul terreno montuoso, confermano come essi usassero un ordine di battaglia flessibile e aperto, piuttosto che schierare una falange serrata. Una tradizione, sostenuta dal frammento in greco detto Ineditum Vaticanum e da Diodoro Siculo, vuole che i Sanniti usassero sia il giavellotto (pilum), sia un lungo scudo ellittico, diviso verticalmente in due da una nervatura con una borchia al centro (lo scutum), e che i Romani appresero da essi l'uso di tali armi, oltre alla tattica manipolare ed un miglior utilizzo della cavalleria. L'impressione generale che si ricava dell'esercito sannita è quella di uomini non appesantiti da troppe armature difensive e ben equipaggiati per un'azione flessibile.
(Ineditum Vaticanum, H. Von Arnim (1892), Hermes 27: 118.)

#### Pirro ed i Greci dell'Italia meridionale (schieramento falangitico, "elefanti da guerra" e tecniche d'assedio)

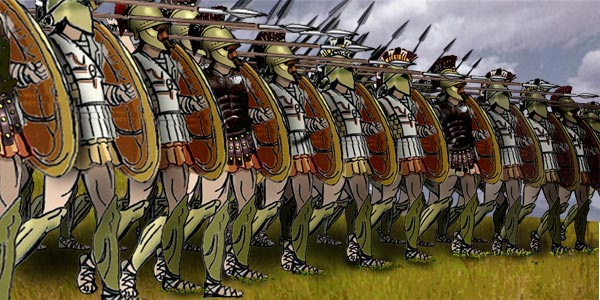
Ricostruzione della falange oplitica ellenica, formazione base dell'esercito di Pirro.

Il re Pirro utilizzava uno schieramento ellenico di tipo falangitico, assai difficile da affrontare per i Romani (inizi III secolo a.C.). Nonostante le iniziali sconfitte subite dalla Repubblica romana, il re epirota subì anch'egli perdite considerevoli nel corso dei cinque anni di guerra (dal 280 al 275 a.C.), tanto da indurre i contemporanei a sottolineare a quale terribile costo fossero state ottenute dal sovrano ellenico, con il famoso detto dispregiativo di "vittoria di Pirro". Un comandante abile ed esperto come Pirro, schierava la sua falange attraverso un sistema misto, comprendente unità miste di elefanti da guerra, oltre a formazioni di fanteria leggera (peltasti), unità di élite e la cavalleria, tutte a sostegno del corpo principale di fanteria. L'utilizzo di tutte queste componenti permise ai Greci della Magna Grecia di sconfiggere i Romani in due circostanze, mentre nella terza battaglia si ebbe un parziale successo di questi ultimi, i quali impararono dai loro stessi errori, facendone tesoro per le battaglie successive e riuscendo definitivamente a battere le falange ellenica un secolo più tardi (nel 168 a.C.).

#### Annibale e Cartagine (l'importanza della cavalleria e degli "elefanti da guerra")

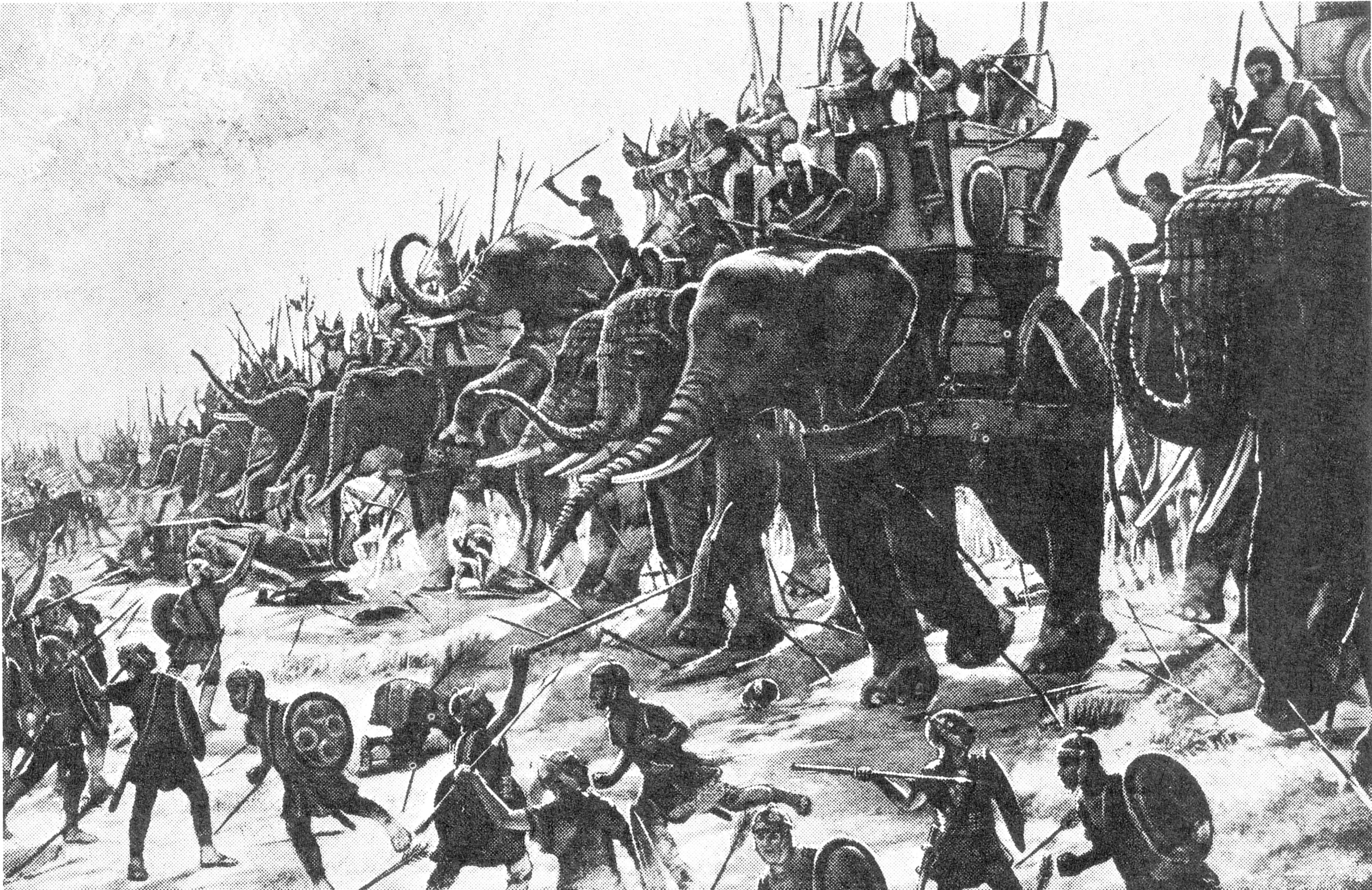
Carica di elefanti da guerra cartaginesi durante la battaglia di Zama.

La battaglia di Zama, punto di svolta della tattica romana, al termine della devastante guerra annibalica.

A partire dalla guerra annibalica, in seguito alla cocente sconfitta di Canne, subita dalle armate romane nel 216 a.C., ci si rese conto che, l'esercito romano non poteva più basarsi sulla sola fanteria pesante posizionata al centro dello schieramento, era necessario rafforzare i reparti di cavalleria alle sue ali, per evitare di essere circondati dal nemico ai lati e subire una sconfitta tanto devastante.
La riflessione maturò dopo questa grave sconfitta, nella quale Annibale era riuscito ad annientare un esercito romano tre volte superiore, usando in modo impeccabile la sua cavalleria. Durante la battaglia il centro cartaginese, che aveva assorbito la carica romana indietreggiando, aveva consentito che i suoi lati si allungassero. I Romani, avanzando centralmente, avevano creduto di poter sfondare facilmente la formazione avversaria. Frattanto la cavalleria punica, nettamente superiore in numero e per qualità tattiche quella romana, la annientava. E mentre la fanteria romana si incuneava pericolosamente al centro dello schieramento cartaginese, la cavalleria punica circondava la fanteria romana e la caricava da dietro. 80.000 soldati romani persero così la vita nello scontro. Si trattava della peggior sconfitta dell'intera storia romana.

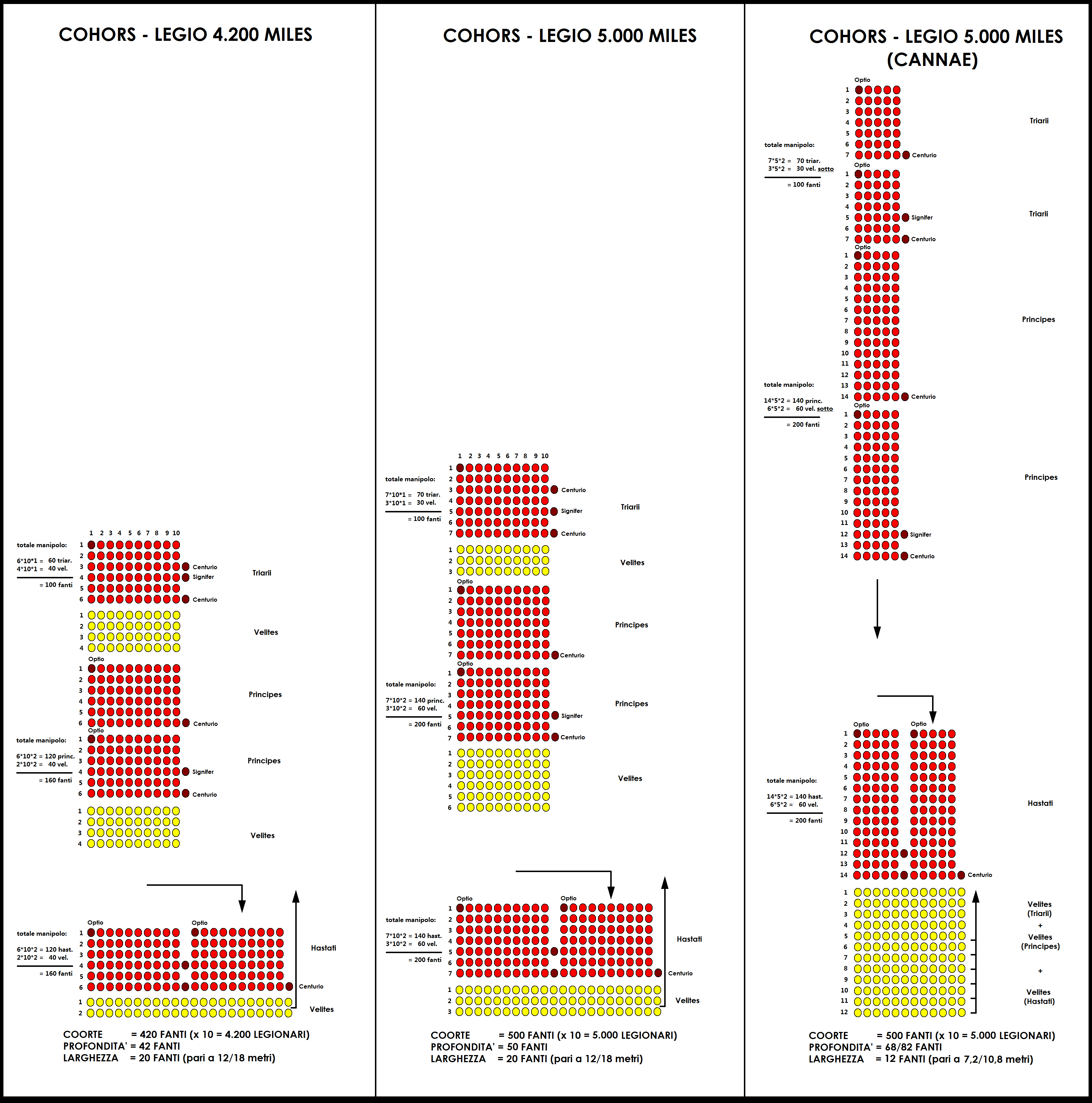
Struttura manipolare di una legione romana all'epoca delle guerre puniche secondo Polibio:
(a sinistra) formazione coortale composta da tre manipoli di triarii, principes e hastati di una legione di 4.200 fanti ("fronte manipolare" = 12/18 metri);
(al centro) una legione di 5.000 armati ("fronte manipolare" = 12/18 metri);
(a destra) legione di 5.000 armati durante la battaglia di Canne, con uno schieramento estremamente compatto ("fronte manipolare" = 7,2/10,8 metri).

Nella battaglia di Zama, Publio Cornelio Scipione si trovò, per la prima volta dall'inizio della guerra annibalica, in netta superiorità numerica come forza di cavalleria, 4.000 dei quali forniti dall'alleato numida, Massinissa. La battaglia ebbe inizio con una carica da parte dei Cartaginesi di ben 80 elefanti da guerra, lo scopo era quello di sfondare al centro, lo schieramento romano. Per ovviare a ciò, Scipione pose i triarii come riserva tattica, nelle retrovie, pronti ad un utilizzo in qualunque zona del campo di battaglia. Lasciò invece, i velites schierati, per evitare che Annibale si accorgesse che principes ed hastati erano disposti "in colonna", in modo da lasciare tra i vari manipoli dei corridoi, nei quali si sarebbe sfogata la carica degli elefanti, limitando al minimo i danni. Esaurito l'impeto della prima carica cartaginese, i legionari si trovavano a fronteggiare i veterani di Annibale, schierati dietro le prime file. Scipione diede così l'ordine di serrare i ranghi, e di predisporsi a sopportare l'urto della fanteria pesante cartaginese, mentre la cavalleria romana-numidica procedeva a sconfiggere le ali avversarie. Questa prima disposizione tattica, simile a quella successiva per coorti, mise in atto una tattica sempre più flessibile, pronta ad adeguarsi alle circostanze e contribuendo alla vittoria sul campo del "miglior" nemico di Roma, Annibale.
E seppure la cavalleria non risultò mai l'arma principale nello schieramento romano, crebbe di importanza nella tattica utilizzata durante le successive battaglie, visto l'esito vittorioso di Zama. I cavalieri romani, spesso ausiliari alleati, reclutati presso le popolazioni locali, nelle singole campagne militari, si rivelarono di fondamentale importanza ad esempio nel corso della conquista della Gallia di Cesare. Si racconta che durante l'assedio di Alesia, quando sembrò che le sorti della battaglia fossero ormai decise, in un pareggio tra le parti, Cesare, a sorpresa, inviò lungo un fianco dello schieramento gallico la cavalleria germanica, la quale riuscì non solo a respingere il nemico, ma a far strage degli arcieri che si erano mischiati alla cavalleria, inseguendone le retroguardie fino al campo dei Galli. L'esercito di Vercingetorige che si era precipitato fuori dalle mura di Alesia, rattristato per l'accaduto fu costretto a tornare all'interno della città, quasi senza colpo ferire.

#### La falange macedone

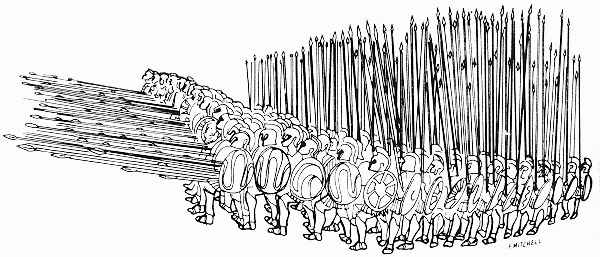
Ricostruzione della falange macedone.

I Romani ebbero la meglio contro la falange macedone in due differenti scontri: a Cinocefale nel 197 a.C. ed a Pidna nel 168 a.C. Nel primo scontro i Romani ottennero la vittoria grazie a migliori e più qualificate forze di cavalleria (forti dell'esperienza della precedente guerra annibalica), le quali prima sconfissero la cavalleria nemica e poi aggredirono i fianchi ed il retro della falange nemica.
Nel secondo e decisivo scontro, quello di Pidna, i Macedoni, avendo compreso quali fossero stati i loro errori tattici nella precedente battaglia, raccolsero anch'essi un ingente corpo di cavalleria, pari in numero a quella romana (circa 4.000 armati) e fortificarono così i loro fianchi. Il fatto poi che i due schieramenti si affrontassero, almeno inizialmente, su un terreno relativamente pianeggiante, fece sì che la falange macedone, forte di 21.000 fanti pesanti, riuscì in un primo momento a respingere con successo l'attacco delle legioni romane, tanto da costringerle ad indietreggiare. Ciò portò, però, ad un vantaggio per i Romani, in quanto il terreno sul quale erano indietreggiati, era sconnesso ed inadatto alla formazione falangitica, che richiedeva la massima compattezza. I Macedoni, avanzando, si trovarono a perdere la loro necessaria coesione. I Romani, superato lo smarrimento iniziale, ora che il combattimento si era spostato su un terreno assai a loro più favorevole, ottennero la vittoria finale grazie alla maggiore mobilità delle legioni manipolari rispetto alla "rigidezza" della falange macedone, e grazie ad armi più adeguate (come lo scudo oblungo e la spada corta, importata dalla Spagna) al combattimento ravvicinato del "corpo a corpo". E così i Romani, dopo aver neutralizzato la lunga picca macedone, ebbero la meglio sulle inesistenti armi supplementari macedoni (un'armatura assai leggera ed un pugnale). Sembra, inoltre, che il comandante macedone, Perseo, vista la tragica situazione in cui versavano le sue truppe, fuggì senza provare a condurre la cavalleria alla carica, per proteggere la ritirata della sua fanteria ormai in difficoltà. La battaglia si racconta, si risolse in meno di due ore, con una sconfitta completa delle forze macedoni.

## Tardo periodo repubblicano (107 a.C.): la coorte
In seguito alle invasioni dei Cimbri e dei Teutoni, dove le armate romane avevano subito numerose sconfitte, anche a causa della nuova tattica adottata dalle popolazioni germaniche del cuneus. Si trattava di una formazione molto compatta e profonda che mirava a devastare il centro dello schieramento avversario. Per questo motivo, Gaio Mario, intuì che c'era la necessità di cambiare la tattica tradizionale per poter finalmente contrastare il nemico germanico, tattica che si era rivelata già disastrosa ai tempi della guerra annibalica. Egli adottò così uno schieramento più compatto (che potesse fronteggiare il devastante impatto del cuneus germanico), ma allo stesso tempo più flessibile, in modo tale da poter agire autonomamente all'interno dello schieramento legionario, e potendo così aggirare i fianchi del nemico (unico punto debole) e metterlo in gravi difficoltà.
La nuova organizzazione dell'esercito romano subiva, pertanto, un cambiamento di fondamentale importanza: il manipolo (formato da sole due centurie) perse ogni funzione tattica in battaglia (non invece quella amministrativa) e fu sostituito, come unità di base della legione, da 10 coorti (sull'esempio di ciò che era già stato anticipato da Scipione l'Africano un secolo prima), ora numerate da I a X. Furono, come si è accennato prima, eliminate le divisioni precedenti tra Hastati, Principes e Triarii, ora tutti equipaggiati con il pilum (arma da lancio, che sostituiva l'hasta, che fino ad allora era in dotazione ai Triarii).

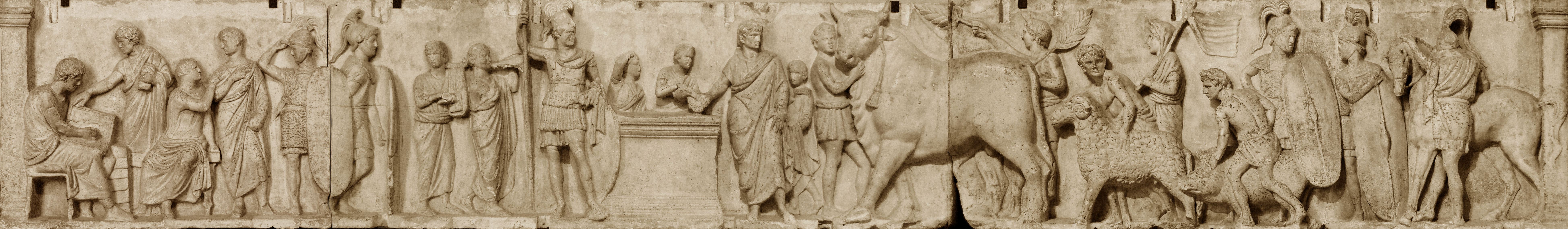
Soldati romani (hastati e/o principes) rappresentati sull'ara di Domizio Enobarbo, databile al 113 a.C. circa.

### Ordine di marcia
Gaio Giulio Cesare ci racconta l'ordine di marcia delle legioni e delle truppe ausiliarie di fanteria e cavalleria in prossimità del nemico durante la conquista della Gallia, databile al 57 a.C., come segue:
(Cesare, De bello Gallico, II, 19.1-3.)

### Schieramento e battaglia
Le nuove unità militari di base delle legioni, le coorti, venivano schierate normalmente su due linee (duplex acies), soluzione che permetteva di avere un fronte sufficientemente lungo ma anche profondo e flessibile. Vi erano poi altri tipi di schieramenti praticati dalle armate romane del tardo periodo repubblicano: su una sola linea, ovviamente quando era necessario coprire un fronte molto lungo come nel caso del Bellum Africum durante la guerra civile tra Cesare e Pompeo; o su tre linee (triplex acies), formazione spesso utilizzata da Cesare durante la conquista della Gallia, con la prima linea formata da 4 coorti, e le restanti due, formate da tre coorti ciascuna. Le coorti schierate lungo la terza linea costituivano spesso una "riserva tattica" da utilizzare in battaglia, come avvenne contro Ariovisto in Alsazia. E sempre Cesare ci parla di un ordine coortale su quattro linee a battaglia di Farsalo a protezione della cavalleria di Pompeo. Tale schieramento risultava così molto più compatto e "profondo" da sfondare, rispetto al precedente ordinamento manipolare (vedi sopra).

#### Formazione acuneus
Questo genere di tattica sembra sia stata adottata inizialmente dai Germani, da cui i Romani ne appresero la disposizione (dai tempi di Gaio Mario e Gaio Giulio Cesare) e potrebbero averla perfezionata nei secoli successivi, sia durante l'occupazione romana della Germania sotto Augusto, sia durante le guerre marcomanniche di Marco Aurelio, come riferiscono alcuni autori latini: da Aulo Gellio, scrittore del II secolo, ad Ammiano Marcellino e Flavio Vegezio Renato, scrittori del IV secolo. Sembra che i legionari si disponessero a cuneo in una formazione d'attacco compatta, larga alla base e molto stretta al vertice, ovvero formavano un triangolo (detta anche "testa di porco", caput porcinum), ponendo al vertice avanzato il proprio centurione. La funzione principale di questa formazione era dividere lo schieramento avversario in due differenti tronconi, in modo da renderlo maggiormente vulnerabile. Del resto i Romani, fin dai primordi, erano soliti tentare di sfondare il centro della formazione nemica, indebolendolo con continue cariche da parte della fanteria pesante: una volta sfondato il fronte nemico, si procedeva a circondarlo, grazie anche dell'ausilio della cavalleria, che premeva i lati impedendone la fuga. Un utilizzo di questo tipo si ricorda nel IV secolo, quando Costantino I la adottò contro le truppe di Massenzio nella battaglia di Torino del 312.

#### Formazione "in cerchio" (orbis)
Un altro tipo di tattica adottato in questo periodo sembra sia stato quello "a circolo" (orbis), come descritto da Cesare durante la conquista della Gallia, che sembra sia stato praticato però da piccole formazioni (in antitesi alla formazione agmen quadratum di diverse legioni-truppe alleate).
(Cesare, De bello Gallico IV.37.1-3.)
Altro episodio dove Cesare racconta la formazione "in cerchio", che però si rivelò poco adatta, riguarda il quinto anno di campagna militare in Gallia, quando le truppe in marcia di Quinto Titurio Sabino e Lucio Aurunculeio Cotta furono attaccate a sorpresa e massacrate da quelle galliche di Ambiorige. Sabino e Cotta furono uccisi, e solo pochi soldati riuscirono a raggiungere le truppe comandate da un altro legato di Cesare, Tito Labieno.
(Cesare, De bello Gallico V.33.3-5.)

#### Il ruolo del comandante nelle prime file
I comandanti romani erano spesso in prima linea, per dare dimostrazione del proprio coraggio ed impeto ai propri soldati, ai fini del buon esito della battaglia. Ciò portava, però ed inevitabilmente, ad una loro alta mortalità a causa dell'elevato rischio a cui erano esposti. Altri ebbero il coraggio, pari alla fortuna di non aver mai subito ferite mortali, come Lucio Cornelio Silla Felix (ovvero il fortunato) e lo stesso Gaio Giulio Cesare, come dimostrano alcuni brani tratti qui sotto dal De bello Gallico:
(Cesare, De bello Gallico 2.25-26.)
Lo svolgimento della battaglia vide poco dopo i Romani prendere il sopravvento, e sebbene i Nervi combattessero con coraggio e ostinazione, furono completamente massacrati. Cesare narra che al termine della battaglia dei 60.000 Nervi, ne rimasero in vita solo 500.

Vercingetorige getta le armi ai piedi di Cesare e si arrende dopo l'ultima battaglia di fronte ad Alesia. Lionel-Noël Royer, 1899

Nel capolavoro tattico che vide Cesare impegnato ad Alesia, nel mezzo dello scontro finale, dove i Galli premevano contro le fortificazioni sia interne che esterne, ed i Romani erano ormai prossimi al tracollo definitivo, il proconsole romano, venuto a conoscenza che malgrado avesse inviato numerose coorti in soccorso la situazione al campo settentrionale continuava ad essere assai grave, decise di recarsi personalmente con nuovi reparti legionari raccolti durante il percorso di avvicinamento. Qui non solo riuscì a ristabilire la situazione a favore dei Romani, ma con mossa inaspettata e repentina ordinò a quattro coorti e a parte della cavalleria di seguirlo: aveva in mente di aggirare le fortificazioni ed attaccare il nemico alle spalle. Frattanto Labieno, radunate dai vicini fortilizi in tutto trentanove coorti, si apprestò a muovere anch'egli contro il nemico.
(Cesare, De bello Gallico, VII, 88.)
Cesare aveva vinto nuovamente. Questa volta aveva, però, sconfitto l'intera coalizione della Gallia. La sua era stata una vittoria totale contro l'impero dei Celti. Vi è da aggiungere, però, che non era solo al comandante che spettava questo duro compito di apparire spesso nelle prime linee. Tale ruolo era, almeno dai tempi delle guerre puniche, assunto dai centurioni, posizionati sulla destra dello schieramento manipolare e poi coortale. Posizione certamente assai rischiosa. Non a caso spesso al termine di aspri scontri, numerosi erano i centurioni caduti al termine della battaglia. Cesare racconta ad esempio che durante l'assedio di Gergovia:
(Cesare, De bello Gallico VII.47.7.)
(Cesare, De bello Gallico VII.50.3.)

#### Costituzione di una "riserva tattica"

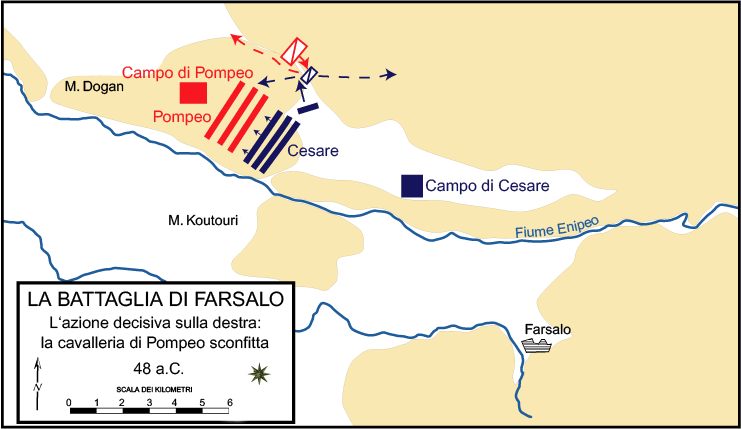
La battaglia di Farsalo dove le truppe di "riserva" di Cesare si rivelarono determinanti ai fini della vittoria finale (48 a.C.).

Sappiamo da numerose fonti che in alcuni casi i comandanti romani utilizzavano parte del loro esercito quale "riserva tattica", da poter utilizzare poi nel corso della battaglia. Sembra infatti che si debba ascrivere a Lucio Cornelio Silla questa importante innovazione tattica utilizzata poi nei secoli successivi. L'unità in questione, utilizzabile in caso di estrema necessità, fu creata per la prima volta nel corso della battaglia di Cheronea dell'86 a.C. Lo storico Giovanni Brizzi ricorda, infatti, che l'ala sinistra dello schieramento romano, comandato da Lucio Licinio Murena, fu salvato grazie all'intervento di questa "riserva" tattica comandata dai legati Quinto Ortensio Ortalo e Galba.
Un altro esempio lo apprendiamo da Cesare nel corso della conquista della Gallia, contro i Germani di Ariovisto in Alsazia o a Bibracte contro gli Elvezi nel 58 a.C.:
(Cesare, De bello Gallico, I, 24.)
o anche in quella successiva del 57 a.C. nei pressi del fiume Axona:
(Cesare, De bello Gallico, II 8, 5-10.)
Senza dimenticare forse la più importante battaglia di Cesare, quella di Farsalo contro il rivale Pompeo, per la supremazia sulla stessa Roma.

#### Modalità di combattimento
Cesare racconta le modalità di combattimento, durante la battaglia in Alsazia contro i Germani di Ariovisto:
(Cesare, De bello Gallico, I, 52.3-5.)

### Assedio
Appartengono certamente a questo periodo i più "famosi" assedi dell'intera storia romana, per le migliori tecniche militari adottate, con cui i Romani riuscirono ad assaltare ed occupare anche città nemiche considerate inespugnabili. Ricordiamo ad esempio l'assedio di Numanzia da parte di Scipione Emiliano, di Atene per merito di Lucio Cornelio Silla, o di Avarico e del più conosciuto e studiato dai moderni di Alesia, ad opera di Gaio Giulio Cesare. I Romani utilizzavano tre principali metodi per impadronirsi delle città nemiche:
1. per fame (occorreva più tempo, ma minor perdite di vite umane da parte degli assalitori), creando tutto intorno alla città assediata una serie di fortificazioni (una controvallazione interna[89] e, a volte, una circonvallazione esterna,[89] come nel caso di Alesia[90]) che impedissero al nemico di approvvigionarsi (di viveri ed anche di acqua, deviando gli stessi corsi dei fiumi) o peggio di scappare, sottraendosi all'assedio, nella speranza di condurre gli assediati alla resa. Il sito attaccato veniva poi circondato da numerose postazioni, dove la principale ospitava il quartier generale, oltre ad una serie di altri fortini collegati.[91]
2. con un massiccio attacco frontale, impiegando una grande quantità di armati, artiglieria, rampe e torri d'assedio. L'esito finale era normalmente più veloce ma con un alto prezzo in perdite di armati da parte dell'assalitore romano. In questo caso si effettuava un'azione preparatoria all'assalto, di artiglieria, per provocare danni alle mura, produrre perdite di vite umane tra gli assediati ed indebolire il morale dei sopravvissuti. Subito dopo i legionari si avvicinavano alle mura della città in formazione a testuggine, mentre arcieri e frombolieri lanciavano una "pioggia" di dardi (anche infuocati) contro gli assediati, a "copertura" dei fanti romani. Scale, torri mobili e arieti si avvicinavano anch'essi, fino a quando legioni e auxilia, raggiunta la sommità delle mura, ingaggiano una serie di duelli "corpo a corpo". Seguiva il saccheggio della città, ormai in balia delle armate romane.[92]
3. con un attacco improvviso ed inatteso, che non desse al nemico assediato il tempo di ragionare.

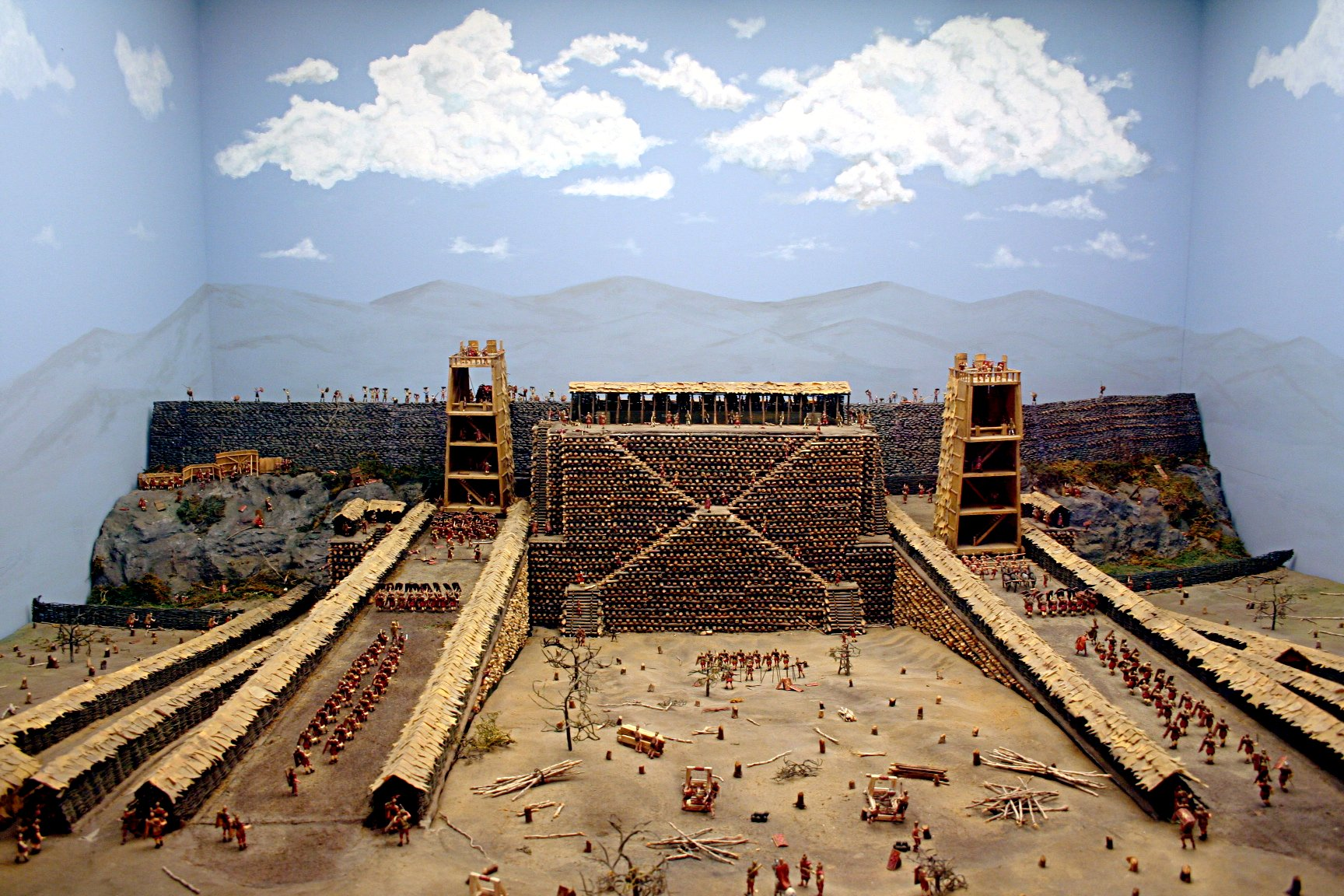
Ricostruzione dell'assedio di Avarico.

Se consideriamo l'assedio di Avarico, i Romani ottennero la vittoria finale a caro prezzo, dopo quasi un mese di estenuante assedio, che apparentemente non aveva portato alcun vantaggio al proconsole romano:
(Cesare, De bello Gallico, VII, 22.)
Sebbene vi fossero questi continui impedimenti per l'esercito romano, i legionari, pur ostacolati dal freddo e dalle frequenti piogge, riuscirono a superare tutte le difficoltà ed a costruire nei primi venticinque giorni di assedio, un terrapieno largo quasi 100 metri ed alto quasi 24 metri, di fronte alle due porte della cittadella. Cesare, era così riuscito a raggiungere il livello dei contrafforti, tanto da renderli inutili per la difesa degli assediati.
Il ventisettesimo giorno dall'inizio dell'assedio di Avarico, scoppiato un grande temporale, Cesare ritenne fosse giunto il momento opportuno di attaccare, considerando sia la difficoltà dei nemici di appiccare nuovi fuochi al terrapieno sotto una pioggia battente, e sia la minor cura con cui il servizio di guardia delle mura sarebbe stato disposto rispetto ad altri momenti. I Romani, pertanto, dapprima si nascosero all'interno delle vineae, ed al segnale convenuto riuscirono ad irrompere con grande velocità sugli spalti della città. Dopo aspri combattimenti prima sulle mura e poi all'interno della città, dove i Galli si erano disposti in forma di cuneo, intenzionati a battersi fino alla morte, i soldati romani, esasperati dalle lunghe fatiche patite nel corso di quell'ultimo mese, bruciarono l'intera città e trucidarono l'intera popolazione, comprese le donne, i vecchi ed i bambini. Dei 40.000 abitanti solo 800 salvarono la vita.

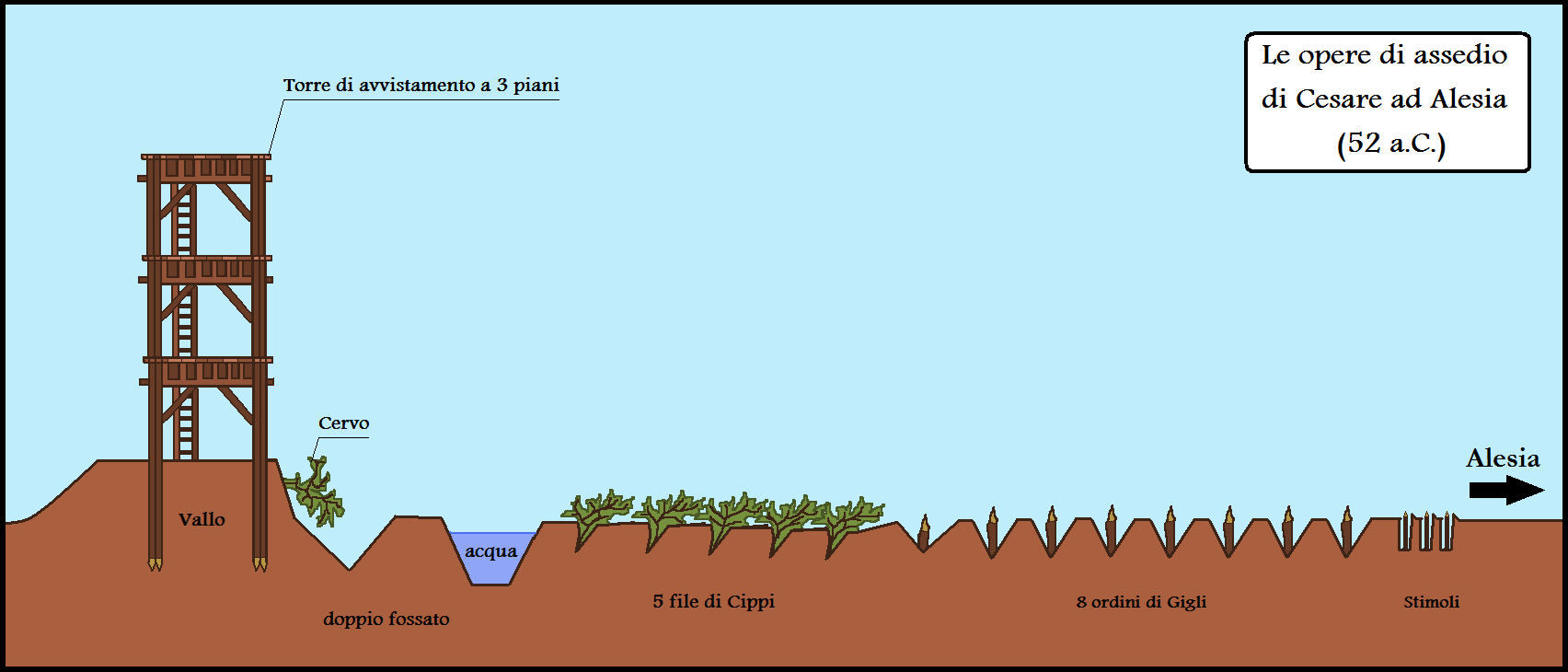
Ricostruzione grafica delle fortificazioni di Cesare ad Alesia (52 a.C.).

Ad Alesia le opere messe in atto da Cesare furono mastodontiche, come mai prima di allora e dopo, nell'intera storia romana si erano mai viste. La città dei Galli era su una posizione fortificata in cima ad una collina con spiccate caratteristiche difensive, circondata a valle da tre fiumi (l'Ose a nord, l'Oserain a sud ed il Brenne ad ovest). Per tali ragioni Cesare ritenne che un attacco frontale non avrebbe potuto avere buon esito ed optò per un assedio, nella speranza di costringere i Galli alla resa per inedia. Considerato che circa ottantamila soldati si erano barricati nella città, oltre alla popolazione civile locale dei Mandubi, sarebbe stata solo questione di tempo: la fame prima o poi li avrebbe condotti alla morte o costretti alla resa.
Per garantire un perfetto blocco, Cesare ordinò la costruzione di una serie di fortificazioni, chiamate "controvallazione" (interna) e "circonvallazione" (esterna), attorno ad Alesia. I dettagli di quest'opera ingegneristica sono descritti da Cesare nei Commentari e confermati dagli scavi archeologici nel sito. Per prima cosa Cesare fece scavare una fossa (ad occidente della città di Alesia, tra i due fiumi Ose e Oserain) profonda venti piedi (pari a circa sei metri), con le pareti dritte in modo che il fondo fosse tanto largo quanto distavano i margini superiori. Ritirò, quindi, tutte le altre fortificazioni a quattrocento passi da quella fossa ad occidente (seicento metri circa).
A questo punto, fu costruito, nel tempo record di tre settimane, la prima "circonvallazione" di quindici chilometri tutto intorno all'oppidum nemico (pari a dieci miglia romane) e, all'esterno di questo, per altri quasi ventun chilometri (pari a quattordici miglia), la "controvallazione".
Le opere comprendevano:

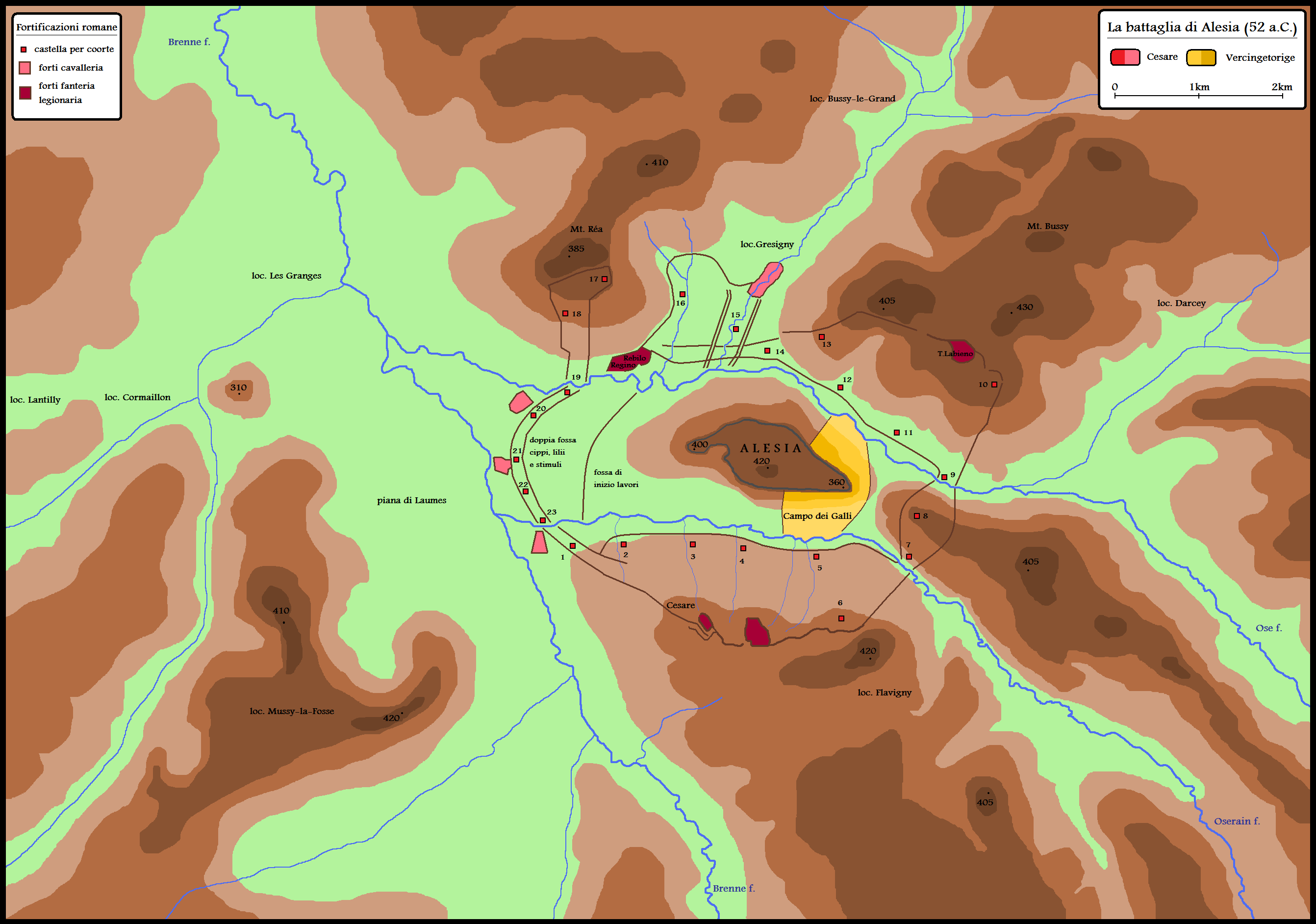
Le fortificazioni costruite da Cesare ad Alesia, nell'ipotesi della locazione della battaglia presso Alise-sainte-Reine (52 a.C.).

- due valli (uno esterno ed uno interno) sormontati da una palizzata, la cui altezza complessiva era di tre metri e mezzo (dodici piedi);
- due fosse larghe quattro metri e mezzo e profonde circa uno e mezzo lungo il lato interno, dove la fossa più vicina alla fortificazione fu riempita con l'acqua dei fiumi circostanti;[94]
- oltre i fossati si trovavano inoltre trappole e profonde buche (dal "cervus" sul fronte del vallo sotto la palizzata, a cinque ordini di "cippi", otto di "gigli" e numerosi "stimoli"[96]) per limitare le continue sortite dei Galli, che spesso attaccavano i cantieri dei Romani con grande violenza da più porte della città di Alesia;
- quasi un migliaio di torri di guardia equidistanti a tre piani (a venticinque metri circa, l'una dall'altra), presidiate dall'artiglieria romana;[94]
- ben ventitré fortini ("castella"), nei quali di giorno erano posti dei corpi di guardia affinché i nemici non facessero improvvise sortite (probabilmente occupati ciascuno da una coorte legionaria), di notte erano tenuti da sentinelle e da solidi presidi;[89]
- quattro grandi campi per le legioni (due per ciascun castrum) e quattro campi per la cavalleria, legionaria, ausiliaria e germanica.[97]

Erano necessarie considerevoli capacità ingegneristiche per realizzare una tale opera, ma non nuove per uomini come gli edili, gli ufficiali di Roma, che solo pochi anni prima, in dieci giorni, avevano costruito un ponte attraverso il Reno con somma meraviglia dei Germani. Ed infine, per non trovarsi poi costretto ad uscire dal campo con pericolo per l'incolumità delle sue armate, Cesare ordinò di avere un deposito di foraggio e di frumento per trenta giorni.

### Confronto tattico con formazioni nemiche del periodo

#### I Germani (tra cavalleria "mista" e schieramento falangitico)

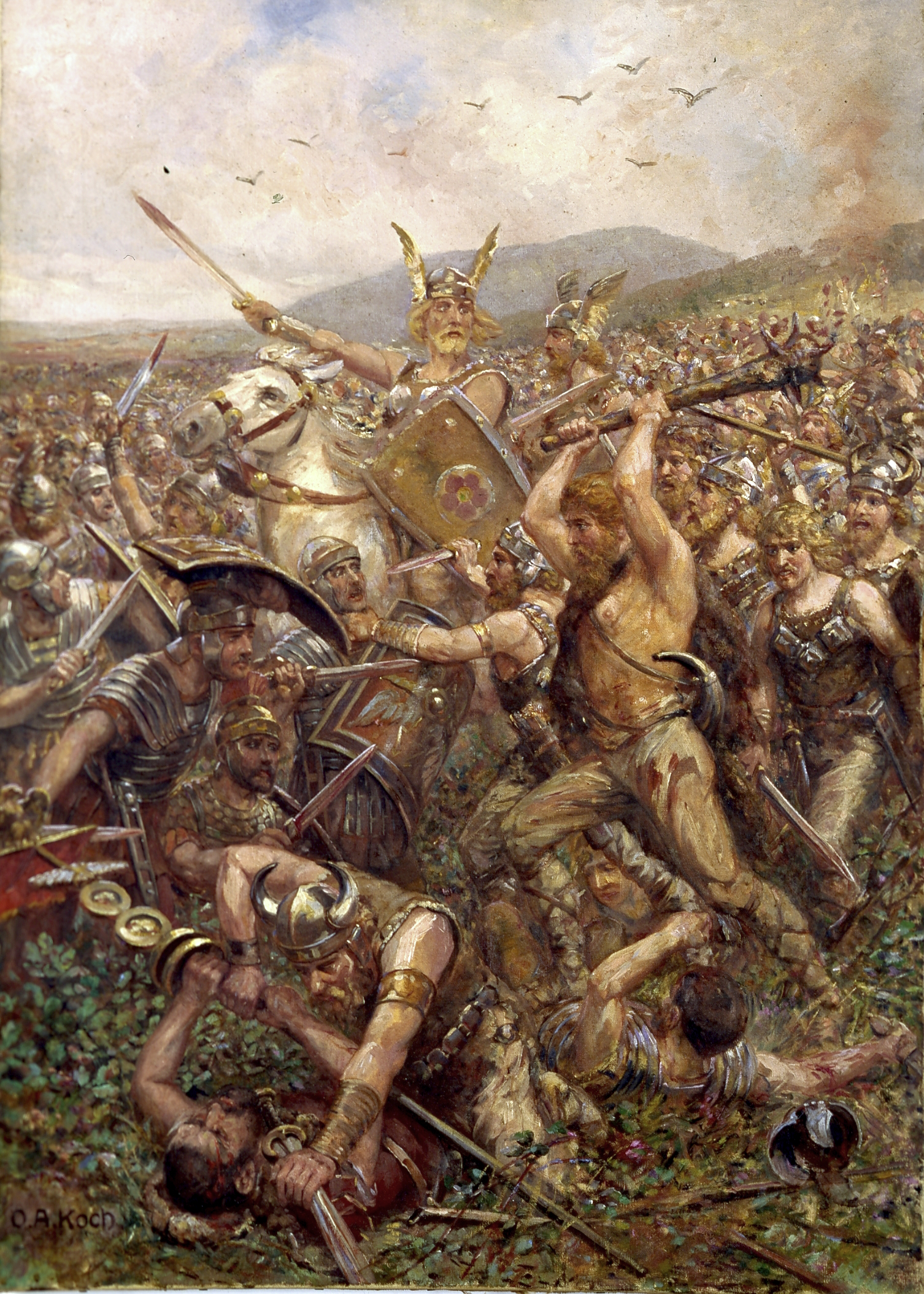
Assalto dei Germani alle legioni romane.

Cesare, durante la conquista della Gallia nel 58 a.C., dovendosi scontrare con le armate germaniche, racconta di alcune abitudini dei guerrieri germani, abili sia con la cavalleria che utilizzavano per compiere rapide ed improvvise sortite, sia con la fanteria, forte di uno schieramento falangitico. Nel primo scontro che il proconsole romano fece con gli stessi, Cesare racconta riguardo alla loro cavalleria, che:
(Cesare, De bello Gallico, I, 48, 4-7.)
Successivamente, giunto in Alsazia, si apprestò a battersi con il grosso dell'esercito nemico e la sua possente fanteria. Cesare schierò le sue truppe in modo che le sue forze ausiliarie fossero disposte di fronte al campo piccolo e poi, via via, le sei legioni su tre schiere (triplex acies). Avanzò, quindi, verso il campo dei Germani di Ariovisto e lo costrinse a disporre le sue truppe fuori dal campo. Quest'ultimo ordinò l'esercito per tribù: prima quella degli Arudi, poi i Marcomanni, i Triboci, i Vangioni, i Nemeti, i Sedusi ed infine gli Svevi. Ogni tribù, poi, fu circondata da carri e carrozze, affinché non ci fosse la possibilità di fuga per nessuno: sopra i carri c'erano le donne, che imploravano i loro uomini di non abbandonarle alla schiavitù dei Romani. Cesare così racconta lo svolgimento della battaglia:
(Cesare, De bello Gallico, I, 52-53.)

#### Gli Orientali: dalle truppe mitridatiche ai Parti (tra cavalleria catafratta ed arcieri)

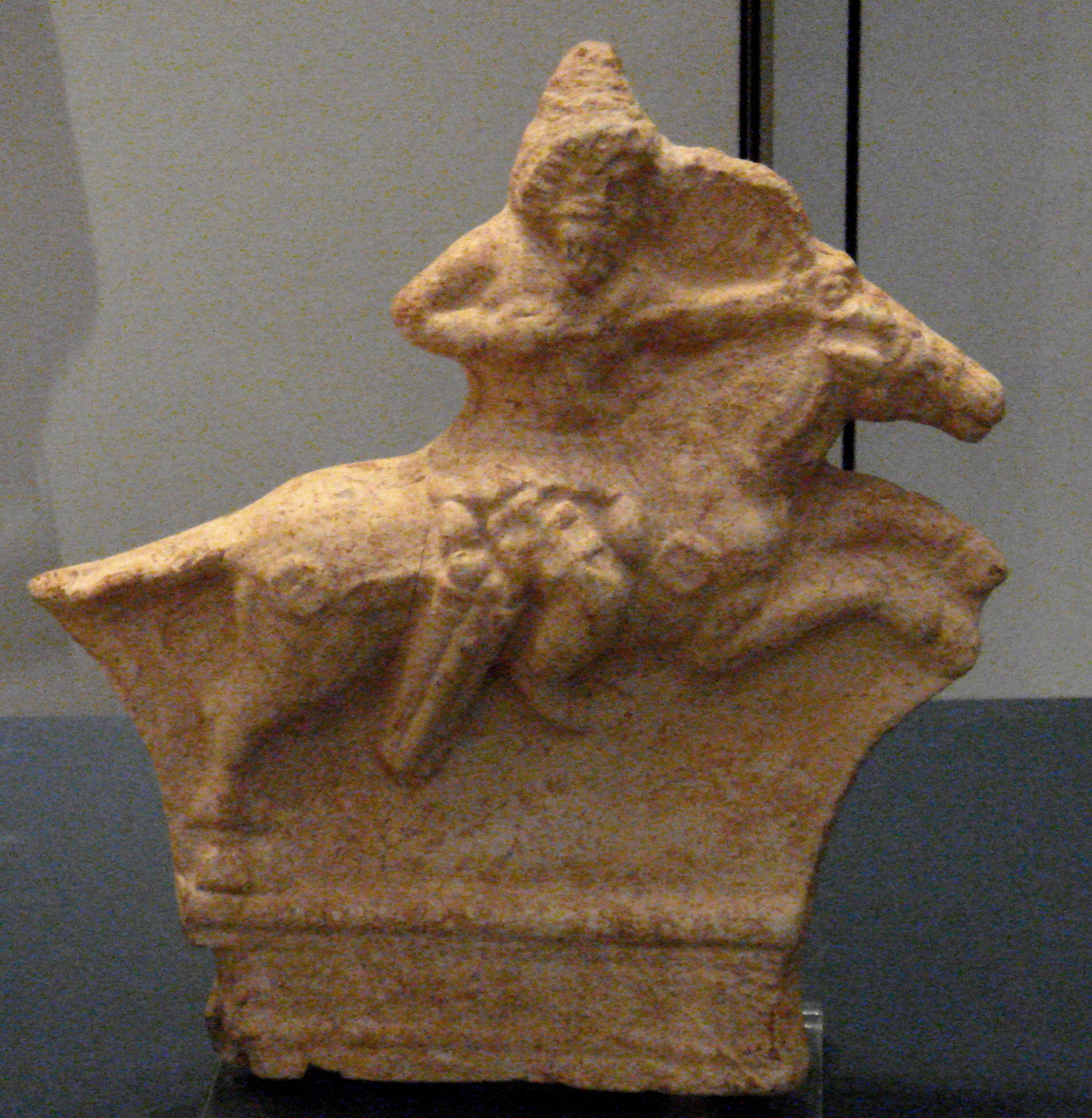
Un cavaliere leggero dei Parti, armato con arco e frecce.

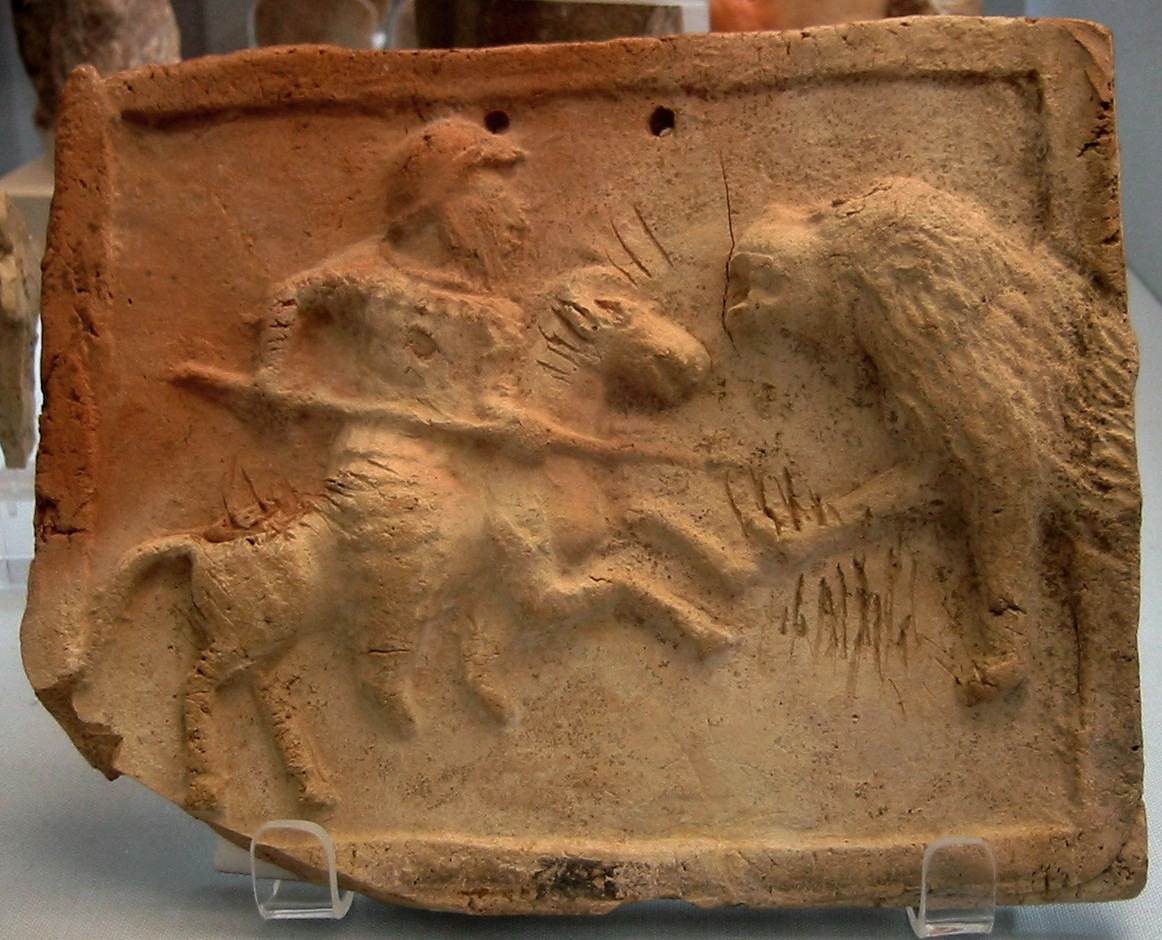
Un cavaliere "pesante" dei Parti, detto anche catafratto.

L'esercito mitridatico poteva contare su una tipologia di truppe molto vasta: dalla fanteria falangitica di stampo ellenistico, alla cavalleria "leggera" di arcieri armeniaco-partico, a quella "pesante" catafratta, oltre ad unità di carri falcati, sempre di tipo orientale, fino a flotte (anche di pirati) composte per lo più da pentecontere e biremi. Roma ebbe così modo di adattare le proprie tattiche al nuovo nemico orientalie nel corso di trent'anni di guerre.
Quando le legioni romane si scontrarono per la prima volta con le armate partiche nel 53 a.C. a Carre nella Mesopotamia settentrionale, subendo una delle più tremende sconfitte dell'intera storia romana, i successivi generali furono costretti a ripensare quale nuova tattica mettere in atto per difendersi da queste cariche di cavalleria "pesante" catafratta. Nelle successive campagne militari che si susseguirono, i legionari utilizzarono una disposizione più protetta, formando una specie di "muro umano" su due linee. La prima linea s'inginocchiava ponendo lo scutum ovale di fronte ed i pila sollevati, che uscivano dallo spazio tra uno scudo e l'altro con una leggera inclinazione di 30º. La seconda linea copriva la prima con gli scudi creando una tettoia, e da dietro si preparavano a scagliare i pila. Questa formazione era utile per difendersi, ma risultava lenta da applicare, praticamente immobile e debole sui fianchi e sul retro. Era una formazione difensiva da usarsi in caso di carica diretta, dato che perdeva qualunque validità tattica durante un'offensiva.

## Alto periodo imperiale: legioni eauxilia(30 a.C. - 284 d.C.)
(Giuseppe Flavio, guerra giudaica, III, 5.7.104.)

### Armamento ed ordine di marcia
Nello stabilire quale fosse il corretto ordine di marcia delle singole unità che componevano un'armata: la fanteria ausiliaria era mandata in avanscoperta; seguiva l'avanguardia composta da truppe legionarie, appoggiate da un corpo di cavalleria; dietro loro alcuni legionari muniti di attrezzi per la costruzione dell'accampamento al termine della giornata di marcia; seguivano gli ufficiali ed il generale con scorta armata e guardia del corpo nel caso dell'imperatore (si trattava della guardia pretoriana); ancora un gruppo di legionari e cavalieri; poi muli carichi di armi da assedio smontate, oltre a bagagli ed alimenti; seguivano altre legioni, eventuali forze mercenarie o di popoli clienti; e chiudeva la retroguardia composta da un grosso contingente di cavalleria. Questa la descrizione che fa Giuseppe Flavio dell'armamento che utilizzava l'esercito romano, durante la prima guerra giudaica (66-74):
(Giuseppe Flavio, Guerra giudaica, III, 5.5.93-97.)
Questa la descrizione che fa, sempre Giuseppe Flavio, dell'ordine di marcia:
(Giuseppe Flavio, Guerra giudaica, III, 6.2.116-126.)
Altra descrizione di Giuseppe Flavio, sempre ai tempi della prima guerra giudaica, ricorda Tito, figlio di Vespasiano, quando marciò da Cesarea Marittima a Gerusalemme per assediarla:
(Giuseppe Flavio, Guerra giudaica, V, 2, 1.47-49.)
Centocinquant'anni più tardi, al tempo di Massimino Trace (nel 238), Erodiano racconta che l'Imperatore romano era deciso a marciare su Roma per reprimere la rivolta di Pupieno e Balbino, con un ordine di marcia a forma di grande rettangolo, ponendo il bagaglio pesante, gli approvvigionamenti ed i carri al centro della formazione, ed infine prendendo lui stesso il comando della retroguardia. Su ogni fianco marciavano gli squadroni di cavalleria, truppe di Mauri armati di giavellotto e di arcieri orientali. L'imperatore condusse, inoltre, con sé anche un consistente numero di ausiliari germani, i quali furono posti all'avanguardia, primi a sopportare gli assalti di un eventuale nemico. Questi uomini estremamente selvaggi e audaci, risultavano molto abili nelle fasi iniziali della battaglia e, comunque, sacrificabili. Certamente meglio loro che le legioni di cittadini romani.
Al termine della giornata era costruito un accampamento da campagna, per poter soggiornare la notte, protetti da eventuali attacchi notturni dei nemici della zona.

### Accampamento "da campagna"

Tipico castrum romano da campagna militare:
1: Principia; 2: Via Praetoria; 3: Via Principalis; 4: Porta Principalis Dextra; 5: Porta Praetoria (porta principle); 6: Porta Principalis Sinistra; 7: Porta Decumana.

Questa la descrizione che fa Giuseppe Flavio di un tipico accampamento di marcia, durante la prima guerra giudaica (66-74):
(Giuseppe Flavio, guerra giudaica, III, 5.1.76-78.)
Giuseppe Flavio aggiunge che all'interno vi sono tutta una serie di file di tende, mentre all'esterno la recinzione (vallum) assomiglia ad un muro munito di torri ad intervalli regolari. In questi intervalli vengono collocate tutta una serie di armi da lancio, come catapulte e baliste con relativi dardi, pronti per essere lanciati.
(Giuseppe Flavio, guerra giudaica, III, 5.2.81-84.)
Una volta costruito l'accampamento, i soldati si sistemano in modo ordinato al suo interno, coorte per coorte, centuria per centuria. Vengono, quindi, avviate tutta una serie di attività con grande disciplina e in sicurezza, dai rifornimenti di
legna, di vettovaglie e d'acqua; quando ne hanno bisogno, provvedono ad inviare apposite squadre di exploratores nel territorio circostante.
Nessuno può pranzare o cenare quando vuole, al contrario tutti lo fanno insieme. Sono poi gli squilli di buccina ad impartire l'ordine di dormire o svegliarsi, i tempi dei turni di guardia, e non vi è operazione che non si conduca a termine senza un preciso comando. All'alba, tutti i soldati si presentano ai centurioni, e poi questi a loro volta vanno a salutare i tribuni e insieme con costoro, tutti gli ufficiali, si recano dal comandante in capo. Quest'ultimo, come consuetudine, dà loro la parola d'ordine e tutte le altre disposizioni della giornata.
Quando si deve togliere l'accampamento, le buccine danno il segnale. Nessuno resta inoperoso, tanto che, appena udito il primo squillo, tolgono le tende e si preparano per mettersi in marcia. Ancora le buccine danno un secondo segnale, che prevede che ciascuno carichi rapidamente i bagagli sui muli e sugli altri animali da soma. Si schierano, quindi, pronti a partire. Nel caso poi di accampamenti semi-permanenti, costruiti in legno, danno fuoco alle strutture principali, sia perché è sufficientemente facile a costruirne uno nuovo, sia per impedire che il nemico possano utilizzarlo, rifugiandosi al suo interno.
Le buccine danno un terzo squillo, per spronare quelli che per qualche ragione siano in ritardo, in modo che nessuno si attardi. Un ufficiale, poi, alla destra del comandante, per tre volte rivolge loro in latino, la domanda se siano pronti a combattere, e quelli per tre volte rispondono con un grido assordante, dicendo di esser pronti e, come invasati da una grande esaltazione guerresca accompagnano le grida, alzando le destre.

### Schieramento e combattimento
(Giuseppe Flavio, La guerra giudaica, III, 5.3.88.)
(Giuseppe Flavio, guerra giudaica, III, 5.7.105-106.)

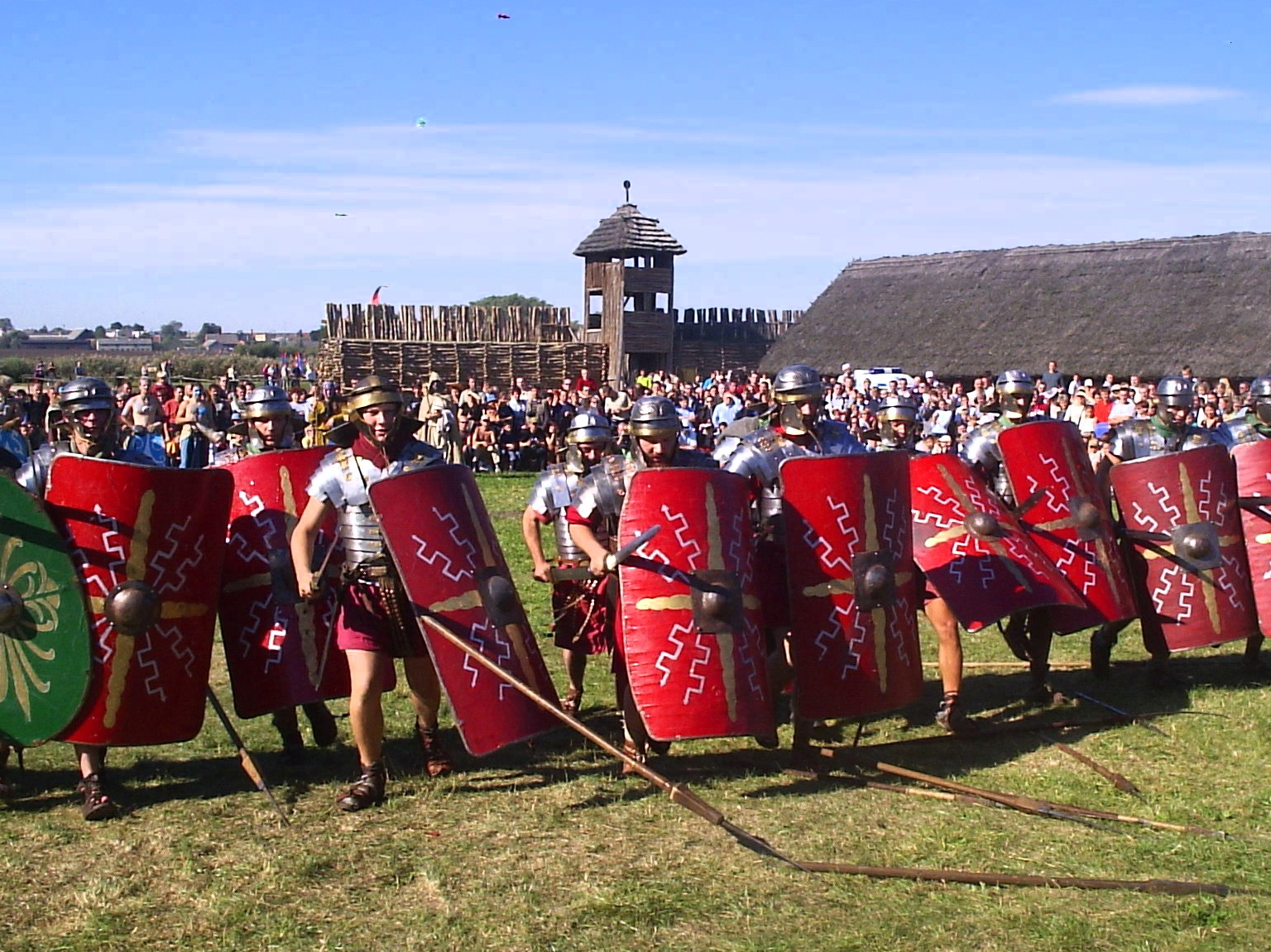
L'esercito romano schierato a battaglia.

I Romani generalmente si basavano su vari metodi in battaglia, che adeguavano in base al nemico ed al terreno dello scontro. Nel combattimento in campo aperto, la cavalleria era solitamente posizionata alle "ali". Le legioni erano posizionate nella parte centrale dello schieramento in triplex acies (tripla linea, ed in rari casi in duplex acies ovvero su una doppia linea), poiché come fanteria pesante, dovevano reggere lo scontro frontale delle unità nemiche. Erano protette alle spalle dall'artiglieria e da quelle truppe ausiliarie di fanteria specializzata nel lancio di dardi, frecce, ecc. (come arcieri, frombolieri, lanciatori in genere). Questa seconda linea serviva a decimare il nemico prima ancora che potesse prendere contatto con l'armata romana (come ben illustrato nel film de Il Gladiatore). Alle spalle dell'esercito schierato, magari su un promontorio, la guardia pretoriana e l'Imperatore stesso. Era necessario vi fosse una forma di sinergia tra le diverse unità da combattimento: la combinazione di legioni e truppe ausiliarie (cavalleria, fanteria leggera e truppe di tiratori), conferiva ai Romani una superiorità tattica quasi su ogni tipo di terreno e contro qualunque tipo di avversari.

#### Formazione aforfex
Questo genere di tattica sembra sia stata adottata per far fronte alla formazione a cuneus delle popolazioni germaniche del nord Europa. Non sappiamo a quando si deve il suo primo impiego. Possiamo immaginare sia avvenuto durante le prime campagne in Germania sotto Augusto e Tiberio, oppure nei secoli successivi, dopo la grande invasione della metà-fine del II secolo (al tempo degli Antonini), come ci tramanda Aulo Gellio, scrittore di quest'ultimo periodo. Tale formazione prevedeva una disposizione "a tenaglia", a forma di "V" ad angolo acuto, con le estremità avanzate, pronte ad avvolgere la formazione "a cuneo" che all'interno vi si infilava. Questo genere di schieramento è menzionata anche da Ammiano Marcellino durante la guerra condotta da Giuliano contro gli Alamanni, poco prima dello scontro decisivo di Argentoratae del 357.

### Assedio

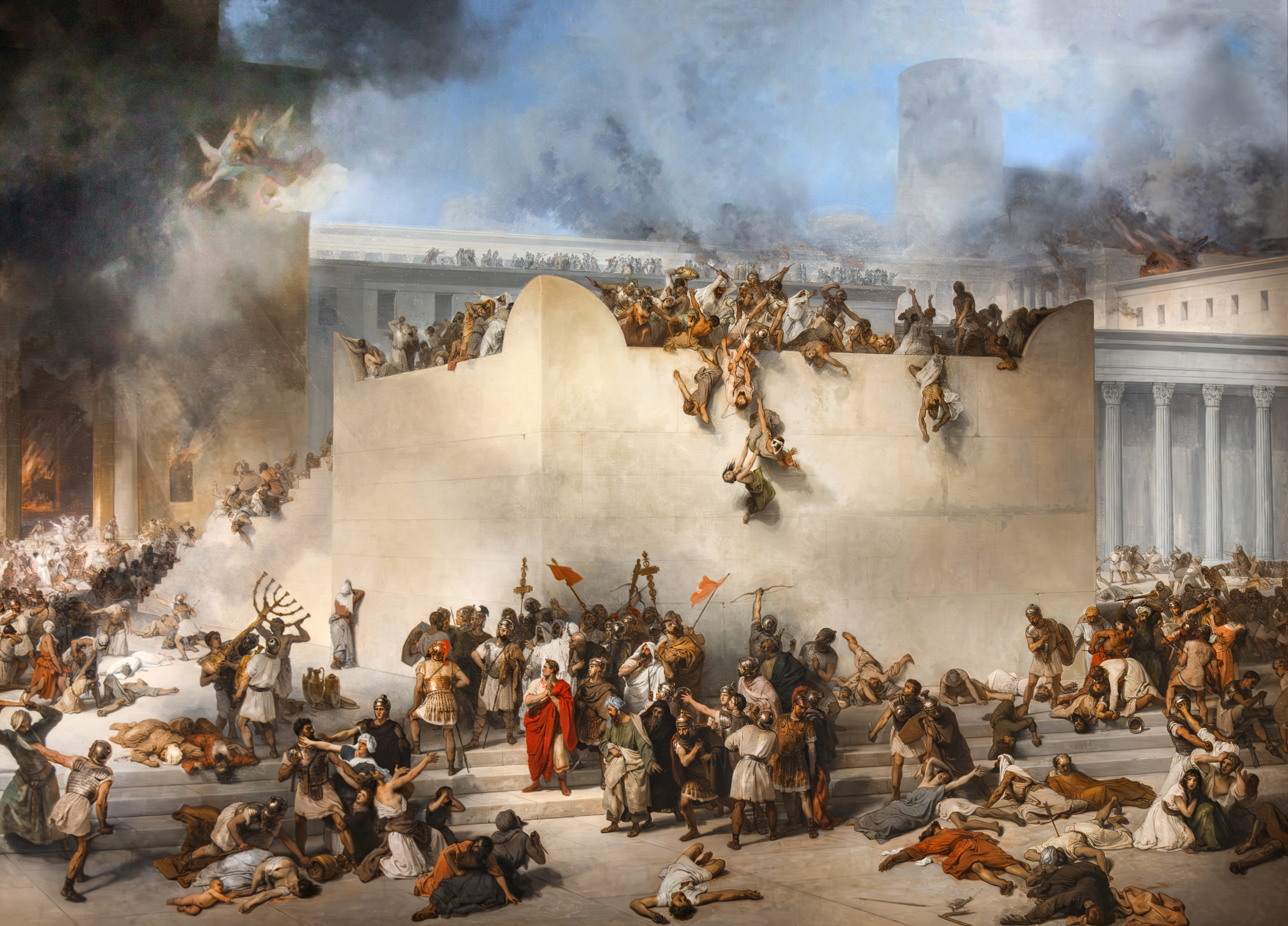
La distruzione del Tempio di Gerusalemme, da un dipinto di Francesco Hayez conservato a Venezia.

Nel compiere un assedio le tecniche utilizzate non erano molto dissimili da quanto abbiamo visto nel periodo precedente (dopo la riforma di Mario). Anche in questo periodo furono utilizzate macchine, scale, torri per la scalata o la demolizione delle mura nemiche, sia unità di artiglieria pesante come baliste (affidate ai cosiddetti ballistarii), ecc. per colpire gli assediati da lontano.
Spesso prima di cominciare un assedio, era eretto lungo l'intero percorso un Agger, ovvero un fossato ed un terrapieno a volte sormontato da una palizzata, per bloccare il nemico internamente, ed uno esternamente per difendersi da eventuali attacchi di nemici accorrenti in aiuto degli assediati. Era inoltre usata comunemente, una volta sfondata una porta della cittadella assediata, o per avvicinarsi a strutture fortificate evitando frecce e proiettili vari che lanciavano i difensori, la celebre formazione a Testuggine, così chiamata poiché i legionari posizionavano gli scudi affiancati l'uno all'altro ovunque, sia lateralmente, sia sopra la testa, creando un gruppo compatto completamente protetto. Tra i principali assedi di questo periodo ricordiamo quello di Iotapata del 67, Gerusalemme del 70 e di Masada del 73.

### Guerriglia
Nel caso di guerriglia con popolazioni che tendevano ad evitare lo scontro diretto (come le tribù spagnole o alpine dei primi anni del principato di Augusto), le cui risorse e beni risultavano non fissi, o per lo meno non concentrati in un solo punto, era preferibile l'impiego, non tanto delle legioni, quanto quello delle più agili e maggiormente adatte, unità ausiliarie.

### Annotazioni
1. ↑  L'Encyclopedia Britannica, undicesima edizione (1911), definisce questi numeri "evidentemente artificiosi e inventati."

### Fonti
1. 1 2  Cascarino 2007, p. 29.
2. ↑  Tito Livio, Ab Urbe condita, I, 11; 25; 29; 39.
3. ↑  Polibio, Storie, IV, 9; XV, 12.
4. 1 2  Connolly 1998, p. 91.
5. ↑  Connolly 1998, p. 92.
6. ↑  Connolly 1998, p. 93.
7. ↑  Connolly 1998, p. 94.
8. 1 2  Livio, Ab Urbe condita libri, IV, 59-60; e VIII, 8, 3.
9. ↑  Plutarco, Vita di Romolo, 21, 1.
10. ↑  Tito Livio, Ab Urbe condita libri, I, 24-26.
11. ↑  Livio, Ab Urbe condita libri, VIII, 8, 3.
12. ↑  Plutarco, Vita di Romolo, 13, 1.
13. ↑  Grant, The History of Rome, p. 22.
14. ↑  Boak, A History of Rome to 565 AD, p. 69.
15. ↑  Smith, William A Dictionary of Greek and Roman Antiquities, John Murray, London, 1875 - voce Tribunus.
16. ↑  Tito Livio, Ab Urbe condita libri, II, 6.
17. ↑  Tito Livio, Ab Urbe condita libri, VII, 29; X, 14.
18. ↑  Tito Livio, Ab Urbe condita libri, XXI, 5; 32 e 57.
19. ↑  Gaio Sallustio Crispo, Bellum Iugurthinum, 46.
20. ↑  Plutarco, Vita di Crasso, 23.
21. 1 2  Cascarino 2007, p. 66.
22. ↑  Guerrieri di II e III classe (Fossati).
23. ↑  Cascarino 2007, p. 71.
24. ↑  Tito Livio, Ab Urbe condita libri, V, 5 e 43.
25. ↑  Sesto Giulio Frontino, Strategemata, II, 3.
26. 1 2 3  Cassio Dione Cocceiano, Storie, XLIX, 30.
27. ↑  Livio, Ab Urbe condita libri, X, 43.
28. ↑  Gaio Sallustio Crispo, Bellum Iugurthinum, 94.
29. 1 2 3  Ruggeri, par. La conquista di Veio.
30. 1 2 3 4 5  Livio, Ab Urbe condita libri, V, 33-38.
31. 1 2 3 4  Floro, Epitome, I, 13.
32. ↑  Ruggeri, par. Il sacco gallico.
33. 1 2  Pennell, Ancient Rome, Ch. IX, par. 2.
34. 1 2  Livio, V, 48.
35. ↑  Lane Fox, The Classical World, p. 283.
36. ↑  Appiano, Storia romana, estratto bizantino dal IV libro Archiviato il 18 novembre 2015 in Internet Archive. (traduzione inglese su Livius.org).
37. ↑  Abranson e Colbus, p. 7.
38. 1 2 3  Plutarco, Vita di Camillo, 41, 3-6.
39. ↑  Livio, Ab Urbe Condita X.29; Cesare, De bello Gallico II.6.1-3; De bello Gallico VII.85.
40. 1 2  Polibio, VI, 40.
41. ↑  Publio Virgilio Marone, Eneide, XII, 121.
42. ↑  Polibio, VI, 40.8-9.
43. ↑  Polibio, Storie, VI, 40.10-14.
44. ↑  Floro, Compendio di Tito Livio, I, 38.
45. ↑  Cesare, De bello Gallico, IV, 14.1.
46. ↑  Yann Le Bohec, L'esercito romano da Augusto alla fine del III secolo, Roma 1992, VII ristampa 2008, p.208.
47. ↑  Tacito, Historiae, III, 46, 4; Tacito, Annales, I, 16, 2; I, 30, 3.
48. ↑  Polibio, Storie, VI, 27-34.
49. 1 2  Livio, Ab Urbe condita libri, VIII, 8, 6-8.
50. ↑  Sallustio, Bellum Catilinae, 51.
51. ↑  Cascarino 2007, p. 73.
52. ↑  Polibio, Storie, VI, 21, 9.
53. ↑  Polibio, Storie, VI, 21, 7.
54. ↑  Livio, Ab Urbe condita libri, VIII, 8, 13-14.
55. ↑  A. Goldsworthy, Storia completa dell'esercito romano, pp. 26-27.
56. ↑  Polibio, Storie, I, 43.
57. ↑  Cascarino 2008, p. 279.
58. ↑  Polibio, Storie, VIII, 3-7.
59. ↑  Tito Livio, Ab Urbe condita libri, XXVI, 47.
60. ↑  Appiano di Alessandria, De rebus punicis et De rebus numidicis, 80.
61. ↑  Ineditum Vaticanum, H. Von Arnim (1892), Hermes 27: 118. Diodoro Siculo, Bibliotheca historica, XXIII, 2.
62. ↑  Diodoro Siculo, Bibliotheca historica,XIX; Eutropio, Breviarium ab Urbe condita, II; Livio, Ab Urbe condita libri, IX.
63. ↑  Livio, XXI, 47.1.
64. ↑  Tito Livio, Ab Urbe Condita, XXX, 29, 4; Polibio, Storie, XV, 5, 12.
65. ↑  Cesare, De bello Gallico, VII, 80.
66. ↑  Polibio, Storie, VI, 23, 7.
67. 1 2  Cascarino 2007, p. 169.
68. ↑  Aulo Gellio, Noctes Atticae, XVI, 4.
69. 1 2  Connolly 1998, p. 214.
70. ↑  Cesare, De bello Gallico, III, 24.
71. ↑  Ignoto, Bellum Africum, 13.
72. 1 2  Cesare, De bello Gallico, I, 52.7.
73. ↑  Cesare, De bello Civilis, III 89.
74. ↑  Tacito, De origine et situ Germanorum, 6.
75. ↑  Cesare, De bello Gallico VI.40.2.
76. ↑  Aulo Gellio, Noctes Atticae, III, 7; X, 9.
77. ↑  Ammiano Marcellino, Storie, XVI, 5 e 20. Flavio Vegezio Renato, Epitoma rei militaris, I, 26; III, 17-20.
78. ↑  Panegyrici latini XII(IX).5–6; IV(X).21–24.
79. ↑  Cesare, De bello Gallico V.37.
80. ↑  Cesare, De bello Gallico 2.28.
81. ↑  Cesare, De bello Gallico, VII, 87.
82. ↑  Polibio, Storie, VI, 24.
83. ↑  Cesare, De bello Gallico II.25.
84. ↑  Giovanni Brizzi, Storia di Roma. 1. Dalle origini ad Azio, p. 325.
85. ↑  Plutarco, Vita di Silla, 18, 4.
86. ↑  Appiano, Guerre mitridatiche, 42.
87. ↑  Questa formazione era nota come triplex acies, ed era la preferita di Cesare (Cowan, Ross, Roman Battle Tactics 109 BC - 313 AD, Osprey, 2007, ISBN 978-1-84603-184-7, p. 25).
88. ↑  Cesare, De bello Civilis, III 94.
89. 1 2 3 4 5  Cesare, De bello Gallico, VII, 69.
90. 1 2  Napoleone III, Histoire de Jules César, Parigi 1865-1866.
91. ↑  Giuseppe Flavio, La guerra giudaica, III, 7, 4 (146).
92. ↑  Yann Le Bohec, L'esercito romano da Augusto alla fine del III secolo, Roma 2008, pp. 181-183.
93. ↑  Cesare, De bello Gallico, VII, 27-28.
94. 1 2 3  Cesare, De bello Gallico, VII, 72.
95. ↑  Cesare, De bello Gallico, VII, 74.
96. ↑  Cesare (De bello Gallico, VII, 73) descrive così i trabocchetti elaborati lungo le fortificazioni:
  - i "cippi" erano tronchi d'albero o rami assai robusti, con la cima scortecciata ed aguzzata, piantati nel terreno per cinque piedi e saldamente legati al fondo per evitare che potessero essere sradicati;
  - i "gigli" erano dei grossi pali, quanto una coscia umana, appuntiti e bruciati all'estremità, piantati nel terreno per tre piedi e sporgenti solo per quattro dita;
  - gli "stimoli", erano dei pioli muniti di uncini di ferro conficcati nel terreno, disseminati dappertutto ed a breve intervallo tra loro.
97. ↑  Connolly 1976, pp. 32-33.
98. ↑  Da questa unità speciale è possibile che sia nata l'idea della cosiddette cohors equitatae dell'esercito romano. A tal proposito si veda: Truppe ausiliarie dell'esercito romano.
99. ↑  Cesare riferisce (De bello Gallico, I, 51) che il suo esercito era inferiore in numero, a quello dei Germani di Ariovisto.
100. ↑  Alcuni storici moderni ritengono che il fiume in questione non fosse il Reno, ma l'Ill, fiume “parallelo” ed affluente del grande fiume, confuso da Cesare con il Reno a causa delle sue scarse nozioni geografiche. Cfr. Camille Jullian, Histoire de la Gaule, III, Parigi 1908, p. 231.
101. ↑  Sesto Giulio Frontino, Strategemata, IV, 1.7.
102. ↑  Erodiano, Storia dell'impero dopo Marco Aurelio, VIII, 1.1.
103. ↑  Erodiano, Storia dell'impero dopo Marco Aurelio, VIII, 1.2.
104. ↑  Erodiano, Storia dell'impero dopo Marco Aurelio, VIII, 1.3.
105. ↑   Un articolo sulla costruzione del campo mobile a cura del dott. G. Cascarino, su romanhideout.com. URL consultato il 20 maggio 2008.
106. ↑  Giuseppe Flavio, La guerra giudaica, III, 5.2.
107. 1 2  Giuseppe Flavio, La guerra giudaica, III, 5.3.
108. 1 2  Giuseppe Flavio, La guerra giudaica, III, 5.4.
109. ↑  Keppie, p. 173.
110. ↑  Luttwak, p. 63.
111. ↑  Aulo Gellio, Noctes Atticae, X, 9.
112. ↑  Ammiano Marcellino, Storie, XVI, 11.3.
113. ↑  Giuseppe Flavio, La guerra giudaica, III, 7-8.
114. ↑  Giuseppe Flavio, La guerra giudaica, V-VI.
115. ↑  Luttwak, p. 67.